# マナマコ
マナマコ（真海鼠、学名: Apostichopus armata）は、シカクナマコ科のマナマコ属（Apostichopus）に属するナマコの一種である。古来から食材として知られる。

## 分類学上の位置づけ
俗に、赤～赤褐色系の体色をもつアカコ (「アカナマコ」・トラコ：以下、「アカ型」と記す)・青緑色を基調とするアオコ (「アオナマコ」：以下、「アオ型」と記す)・黒色の体色を呈するクロコ (「クロナマコ」：以下、「クロ型」と記す) と呼ばれる三つのタイプが区別され、「アカ」型は外洋性の岩礁や磯帯に生息し、一方で「アオ」型と「クロ」型とは、内湾性の砂泥底に棲むとされていた。
これらの三型については、骨片の形質の相違をも根拠として Stichopus japonicus 以外に S. armata という別種を設ける見解もあり、あるいは S. japonicus var. typicus なる変種が記載されたり、S. armatus および S. roseus という二種に区別する意見も提出されたが、「生息場所の相違と成長段階の違いとによって生じた、同一種内での体色の変異であり、異なる色彩は保護色の役割を果たしている」として S. japonicus に統一されて以来、これを踏襲する形で、体色の異なる三つの型は Apostichopus japonicus (=Stichopus japonicus) の色彩変異とみなす考えが採用され、日本周辺海域に生息する「マナマコ」は唯一種であるとされていた。また、シトクロムcオキシダーゼサブユニット1および16S rRNAの解析結果から、これら三型を同一種の変異と結論づける見解が再び提出されている。
しかし、「アカ」型は、薄桃色または淡赤褐色を地色とし、体背部は赤褐色または暗赤褐色の模様がまだらに配色されており、体腹部は例外なく赤色を呈する。一方で、「アオ」型は一般に暗青緑色を呈しているが、淡青緑色が優るものから黄茶褐色～暗茶褐色の変化がみられ、体腹部も体背部と同様な色調をとる。また「クロ」型は、全身黒色を呈し体色の変異は認め難いとされている。2年間にわたる飼育結果では、相互の型の間に体色の移行は起こらなかったとの観察例もある。アイソザイムマーカーを用いた集団遺伝学的な検討結果をもとに、マナマコとされている種類は、「アカ」型と「アオ型・クロ型」の体色で区別される、遺伝的に異なった二つの集団から形成されているとの報告もなされている。さらに外部形態および骨片の形態による分類学的再検討の結果から、狭義のマナマコは「アオ型・クロ型」群であると定義されるとともにApostichopus armata の学名が当てられた。一方で「アカ」群には A. japonicus の学名が適用され、新たにアカナマコの和名が提唱された。
関西では、トラゴと呼ばれている
mtDNAのマイクロサテライト解析の結果からは、「アカ」型・「アオ」型・「クロ」型の三型は少なくとも単系統ではないとされ、中国および韓国産のマナマコを用いた解析でも、「アカ」型と「アオ」型とは独立した分類群とみなすべきであるとの結果が報じられている。
「アオ」型や「クロ型」と比較して、「アカ」型は海水中の塩分濃度の変化や高水温に対する抵抗性が弱いとされ、広島県下においても、アカナマコの産額が多いところは音戸町や豊島のような陸水の影響がほとんどないと思われる場所に限られているなど、生理・生態の面でも相違が認められている。
環状水管に附着している1個 (まれに2個) のポーリ嚢の形態（一般に、「アカ」型では細長くて先端が突出しており、鈍円状を呈するものは少ないのに対し、「アオ」型のポーリ嚢の形態は太くて短かく、先端が鈍円状をなすものが多い）も、解剖学上の数少ない相違点のひとつになるとされている。また、「アカ」型・「アオ」型の間には、触手の棒状体骨片と体背部の櫓状体骨片においても若干の形態的相違点が認められる。
すなわち、「アカ」型においては触手の棒状体の骨片形態が複雑化し、これをさらに二つの型（骨片周囲に顕著な枝状突起をもち、細かい刺状突起を欠くタイプと、枝状突起とともに細かい刺状突起が骨片全体に密生しているタイプ）とに分けることができ、体壁の櫓状骨片の底部はほぼ円形で、縁部が幅広く、孔は不定形で角のない形状を呈し、4-2本の柱からなる塔をもつのに対し、「アオ」型の触手の棒状体骨片は全体的に形態が単純で、骨片周囲には小さい枝状突起が散在し、さらに骨片の両端部に限って細かい刺状突起をもっており、いっぽう体壁の櫓状骨片の底部の外形は不定形で、角部は突出し角張り、縁部の幅は狭く、孔はほぼ円形を呈し、4-2本の柱からなる塔をもつ。
このほか、成熟卵の表面におけるゼラチン質の被膜 (gelatinous coating) の有無も、両者を区別する根拠の一つであるとされている（後述）。
体表面がほぼ全体的に白色を呈する個体がまれに見出され、一般にはアルビノであるとみなされている。
中国の膠州湾で得られた白色個体について、相補的DNAの遺伝子オントロジー解析を試みた結果によれば、白色個体では、生体調節遺伝子や色素の合成・沈着を司る遺伝子に多くの欠落が生じているという。
また、チロシンの代謝や分裂促進因子活性化タンパク質キナーゼ（MAPキナーゼ）経路を司りメラニンの生合成に関与する遺伝子として14個が特定されたが、白色個体では、線維芽細胞増殖因子4（FGFR 4）やプロテインキナーゼAおよびプロテインキナーゼCあるいはRas遺伝子などの表現活性は著しく小さい一方で、ホモゲンチジン酸-1,2-ジオキシゲナーゼやCREB、あるいは転写因子AP-1およびカルモジュリンなどの表現活性は顕著に亢進していたとされ、これらの遺伝子群の活性の大小が、マナマコの体色の発現に大きく影響していると推定されている。
属レベルの所属としては、新種として記載されて以来、伝統的にシカクナマコ属（Stichopus：タイプ種はシカクナマコS. chloronotus）に置かれてきたが、タイプ種との触手や骨片の形態的な差異や、体内に含まれるサポニン配糖体の構造の違いを根拠として、新たにマナマコ属（Apostichopus）が設立された。マナマコ属は、設立当初にはマナマコのみを含む単型属であった。

## 形態

### 体表面
体は円筒形で、前端に口、後端に肛門があり、口の周囲には20本の触手がある。体の腹面には管足が3本の縦帯をなして密生し、背面から体側には大小の円錐状をなした疣足（管足が変形したもの）が不明瞭ながら縦列を形成する。一個体当りの管足の数は、少なくとも体長30ミリメートル（mm）以下の稚ナマコにおいては、メントールで麻酔を施した状態での体長（mm）のほぼ3倍に、また管足の径は同じく0.5乗に、それぞれ比例するといわれている。

### 体壁と筋肉
体壁は結合組織層からなる厚い真皮が大部分を占め、その表面を薄い表皮が覆い、最外層をクチクラが包む。
真皮は、コラーゲンからなる筋原線維の束が三次元的な網目状にからみ合い、そのすきまを、やはり網目状の集合体をなしたグリコサミノグリカンが満たした構造を持っている。真皮の内面（体腔表面）を覆う体腔上皮の構成細胞は頂部に空胞を含み、基部には筋原線維が包含されている。
食道を囲む囲食道骨に、体軸に沿って伸びる5本の放射筋肉の前端が付着し、筋肉の運動の支点となっている。

### 消化器
成体の消化管は、ロから食道を経てほぼ直線的に後方へ伸び、体後部で屈曲 (第一曲節) した後、右に旋回して前方へ逆走し、体前部で再び屈曲 (第二曲節) して後方へ向かい総排泄腔へと続く。消化管は三層からなり、内面には腸細胞（粘液および消化酵素の分泌・栄養素の吸収などの機能を兼ね備える）が密生している。ロと食道との間には咽喉球と称される膨大部があり、その後部に環状水管（石灰環）が付着する。
咽喉球の直下を囲んで、10個の骨板が環状に連結した囲食道骨を備える。囲食道骨の内縁・外縁はともに正円ではなく、放射水管や石管などが通る切り欠きを備えて波打っており、マナマコの生長に伴って次第に径および厚みを増していく。
小腸と大腸とは外観上では区別し難いが、前者は多数の細管によって放射血洞に連絡し、摂食した有機物から得た栄養分を全身へと供給する。ただし、環状水管と総排泄腔との間に位置するどの部位においても、消化管の内面組織にはリパーゼおよびペプチダーゼ活性が認められることから、少なくとも脂質やタンパク質を消化する機能においては、小腸と大腸とを区別する必要はないとされる。
なお、ナマコ類の防御機構として知られるキュビエ器官は、マナマコをはじめとするシカクナマコ科の種には備わっていない。

### 呼吸器
他の棘皮動物にはない特化した呼吸器として、左右一対の呼吸樹を備えている。呼吸樹は消化管の末端に付属し、体の前方へと湾曲しており、名称が示すように樹枝状に細かく分岐している。呼吸樹の内腔は密に並列した円柱細胞からなる上皮組織で覆われているが、個々の円柱細胞の上端部には多数のファゴソーム（Phagosome）と空胞とが詰まっており、細胞の外面には多数の微絨毛と一本の繊毛とを備えている。

### 神経系
食道周囲に環状に配置する周口神経環 (circumoral nerve ring) と、そこから体軸に沿って後方へと発達する5本の放射神経（radial nerves）からなり、放射神経からは表皮下神経叢 (basiepithelial nerve plexus) がさらに分岐し、直径70ナノメートル（nm）ほどの中空の小胞を含んだ神経細胞として結合組織中に散在する。

### 循環系
血洞系は、食道を環状に囲む周口血洞環とそれから伸びる5本の放射血洞とからなる。放射血洞は多数の細管（腸血洞）で消化管と連絡しており、栄養吸収とその輸送の役割を担っているものとみられている。囲食道骨の後部で、食道を囲むようにしてリング状の環状水管（water ring canal）が発達し、そこから五本の放射水管 (water radial canal) と一本の石管および一個（まれに二個）のポーリ嚢とを生じる。
放射水管は環状水管からまず口の周縁部へと延び、分岐して個々の触手内部に入るとともに、分岐部には触手瓶嚢を形成する。触手瓶嚢は触手内の体腔液の内圧を調節し、摂食を効率的に行う働きを担う。口の周囲から体軸に沿って後方へと反転した放射水管のうち、腹面に位置する三本は石管の先端は塊状の多孔体（madreporic body：退化した穿孔板 madreporiteの変形）となり、水孔は体腔内に開く。ポーリ嚢は、水管内に浮かぶ変形細胞（アメボサイト）を供給して免疫をつかさどるとも、水管系内の水圧調節を行うともいわれるが、詳細な機能についてはまだ明らかにされていない点が多い。このほか、水管系に似た分布を示し、栄養物質や体腔細胞を運ぶ血細管と、それを薄膜で囲む囲血細管腔とをもつ。

### 生殖器
生殖巣は口に近い部分にあり、短い糸の集合体のような外観を示す。
性的に未熟な個体や、夏眠期またはその前後にある個体では生殖巣がほとんど見出せないことがあり、見出せたとしても卵巣・精巣ともに透明感のある白色ないし赤褐色を呈しており、組織学的検査を行っても雌雄は区別できない。生殖巣は発達が進むにつれて分岐を増し、卵巣は肌色を経て鮮橙色を呈し、精巣は乳白色となる。放卵や放精が行われた後は、卵巣・精巣ともに萎縮して肌色～褐色となる。

### 骨片
骨片は炭酸カルシウムの結晶からなり、骨片形成は体壁の表皮層に位置する造骨胞 (sclerocyte) の多核シンシチウムの中で起ると報告されている。
骨片の種類と形態は、その分布部位により触手骨片・管足骨片・呼吸樹（水肺骨片）・体背部骨片および体腹部骨片に類別される。
触手骨片は棒状体のみであり、体背部骨片は櫓状体を主体として、網状体・楯状体 (釦状体)・棒状体・鈎状体・針状体骨片の六種類（ただし、鈎状体は比較的まれ）体腹部骨片は櫓状体・網状体・楯状体・針状体、および複合盤状体骨片の五種類からなっている。
呼吸樹では骨片数は少なく、網状体骨片を有するが、体壁のそれとは異なり周囲が開口していて細く、形状は不定型である。また、紐状あるいはＶ字状の骨片が少数混在する。管足においては、管足一本当たり一個ずつの複合盤状体骨片（ほぼ円形）が、管足先端の吸着部に存在しているほか、管足壁内に櫓状体骨片が見出される。管足並びに管足内の複合盤状体骨片の大きさとマナマコの成長との間には正の相関があり、その関係式は、マナマコの年齢査定・体長推定の指標として利用できる可能性があるという。消化管においても骨片数は少なく、網状体骨片とは異なる樹状骨片（形状は不定で、樹状突起を有する）とともに紐状骨片も存在する。
なお、前述したように、「アカ」型と「アオ」型との間では、骨片の形態にも差異が認められる。また、櫓状体骨片はマナマコが成長するにつれて形態が不規則になり、最後には崩壊する。

## 生態と生理

### 個体としての生態
潮間帯から水深20メートル（m）程度の浅海に生息する。成長するにつれ、沿岸の岩礁地帯から沖合深所に移動する傾向があるとされている。また、「アカ」はより外洋性で岩礁・礫地帯を好むのに対し、「アオ」は内湾的性格が強く、砂泥地を主な生息場とする。
成体は典型的なベントスの一員で、海底に堆積した有機物（海藻の断片・細かく崩れた動物の遺骸）やプランクトンなどからなるデトリタス、あるいは海底で暮らす線虫やカイアシ類を餌としており、泥などとともに呑み込んで摂取する。
特に、底質上で薄い層をなして生育する珪藻類（たとえばニッチア属[Nitzschia spp.]・ナビクラ属[フナガタケイソウ：Navicula spp.]あるいはシネドラ属[ハリケイソウ：Synedra spp.])や渦鞭毛藻類（たとえばペリディニウム属[Peridinium spp.]）が、主要な食物となっているという。また、枯れたアマモの破片も、餌として重要な位置を占める。
さらに、褐藻類のタマハハキモク（Sargassum muticum）や紅藻類のセイヨウオゴノリ（Gracilaria lemaneiformis）および緑藻類のオオバアオサ（Ulva lactuca）に放射性炭素を与えてマーキングし、これらを粉末としたものをマナマコに与えて飼育した実験では、マナマコの生長にはオオバアオサが最も適合し、タマハハキモクがこれに次いでいた。セイヨウオゴノリはマナマコに忌避される傾向があり、摂食された後の同化率は低くはなかったものの、他二種の大形藻類に比較すれば劣っていたというが、珪藻と等量程度に混合したものは、特に稚マナマコの生長に最も適するとされる。稚マナマコの育成には、褐藻類に属するAscophyllum nodosum （北欧産）あるいはLessonia nigrescens（チリ産）もしくはマコンブ（中国産）の粉末や、乾燥させた付着珪藻類（Merosila属およびFragilaiopsis属）を原料とした商業用飼料も用いられているが、付着珪藻の乾燥品は非常に高価なものとなっている。
なお、飼育下では、ナガコンブやワカメ・アラメなどの海藻の細片も摂食する。また、天然マナマコ（「アカ」型）の消化管内容物の分析例として、砂粒75.4%・貝殻片12.7%・有機物11.9%という値が報告されており、有機物としては付着珪藻類・アラメ片・マクサ片・ホンダワラ類・小型の巻貝類などが確認されている。
徳島県沖洲で捕獲されたマナマコ（「アカ」型・「アオ」型・「クロ型」のいずれであったかは記述がない）を、72時間の絶食の後に、捕獲地の周辺海域で採取器を用いて得られた海底堆積物を敷き詰めた水槽内で飼育した実験によれば、生体重26-54グラム（g）の生体は一日当たり2.7-6.7 g（乾重）の海底堆積物を摂取し、1.3-4.7 gを糞として排泄するとされ、同化率は約30%と推定されたという。
また、糞中では、海底堆積物中に含有されていた酸揮発性硫化物量は減少し、全有機炭素および全窒素は逆に増加したこと・水槽内に敷き詰めた海底堆積物の酸化還元電位が、表層から深さ0.5センチメートル（cm）までの範囲において有意に高まるとともに、酸揮発性硫化物は50～75%ほど減少していたことから、マナマコは還元的に悪化した海底の環境改善に寄与している可能性が示唆されている。
なお、飼育実験からの間接的推定ではあるが、海底でのマナマコ（「アオ」型）の匍匐行動によっても、堆積物中の還元型硫化物が酸化されて濃度は減少し、その作用は底質の表面から深さ2 cmに及ぶとの報告があり、さらに、マナマコの活動が不活性化する夏季に酸化層を拡大する作用は、冬季と同様に埋在性の二枚貝類の現存量を増加させ、二枚貝による懸濁物の摂食・排泄によってマナマコの餌環境を向上させることが示唆されている。
呼吸は半開きにした肛門、あるいは触手や管足などをも含めた皮膚表面から海水を出し入れし、腸の末端にある呼吸樹でおこなう。酸素飽和した状態では、全呼吸に対する皮膚呼吸の割合は39～90%であるとされている。さらに細かくみれば、盾手目に所属する他のナマコ類と同様に、呼吸樹での換水は、吸入を何回かに分けて連続して行った後、肛門から一度に外へと呼出する動作を一周期として行っている。
能動的な危機を感じると、総排泄孔から内臓器官を吐出する。吐出されるのは食道から総排泄孔の手前までの消化器系と、それに連結している呼吸樹および生殖巣で、口の周囲を囲む触手群や咽喉球は残存し、腸間膜も残る（キンコなどを含む樹手目のナマコ類では、触手群・咽喉球を含めて吐出され、総排泄孔と腸間膜しか残らない）。吐出後も体内に残存した消化管の断端周辺で、腸間膜の縁の結合組織が増殖し始め、細胞の脱分化と遊走とが起こる。さらに、増殖した結合組織の細胞群の中に食道部の原基が形成され、次いで小腸の細胞への分化が起こる。これらの過程が進行している最中には、上皮細胞の遊走は、他の細胞の配列や機能を乱すことなく行われるとともに分裂能も保たれるが、芽体として集合することなく無秩序に散在する。なお、このような内臓器官の再生過程が完了するには、2ヶ月ほどを要する。
一方、放射筋の再生には、一種の細胞骨格タンパク質が関与する。ポリアクリルアミドゲル電気泳動によって得られたこのタンパク質（分子量 98 kDa）は、放射筋をおおっている上皮細胞にのみ働きかける。放射筋の再生過程にあっては、放射筋の構成細胞の有糸分裂や筋細胞の脱分化は起こらない。創傷部位においては、損傷した筋細胞は退化し、筋束は崩壊していく。体腔内の上皮細胞が脱分化するとともに放射筋の内部へと入り込んでいき、筋肉の表層部に新たな筋束を形成し始める。新たな筋束は長さと数とを増していき、伸縮性のあるフィラメントを形成するに至る。すなわち、放射筋の再生は、体腔内の上皮細胞の、筋組織内部への遊走と筋組織への形質転換とが、その基本になっている。内臓を吐出した個体は、一回の吸入の後で直ちに排出する呼吸運動を繰り返す。しかし、内臓を放出した直後では吸入のみを繰り返し、排出を行わないことが報告されている。呼吸樹の再生はすみやかに進み、内臓吐出から15日めには長さは15-20 mmに達する。
「アカ」型・「アオ」型ともに、夏季を迎えると深い海底や岩陰に隠れる「夏眠」と呼ばれる習性が知られている。生活環は活動期・夏眠前期・夏眠期・回復期の4相に区分され、活動期の水温は8-10℃以下であり、17.5-19.0℃で成長が阻害される夏眠前期に入り、24.5℃では積極的に姿を隠し、同水温前後を臨界として夏眠期に入ると考えられている。夏～秋期の水温下降が刺激となって回復期に入り、そして水温が19-20℃前後に下降したころから改めて活動期に入る。なお、「アカ」型は夏の高水温期にはほとんど例外なく夏眠するが、「アオ」型においては殻重量（生体重から内臓およびその内容物の重量を除いたもの） 5 g以下の幼い個体では夏眠がなく、6-30 gのものは約50%が、これ以上の大きい個体は約75%が夏眠をするという。水槽内での飼育実験では、生体重が 70 g以上の成体では水温20℃以上、また生体重20-25 gの若い個体では同じく25℃で夏眠に入り、これらの水温下では呼吸活性は最低となるいっぽう、アンモニア態窒素の排泄量は最高になると報じられている。夏眠期にはまた、酸素消費量が活動期よりも大きな値を示す（水温9.9℃より23.0℃にかけて増加し、23.0℃で最大を示し、さらに上昇すると減少）ことが報告されており、23.0℃以上での酸素消費量の減少は、マナマコ特有の夏眠に向けての代謝量の減少と関係した変化であると考えられている。
神奈川県下でも、夏眠は水温18.5℃付近で起こるとの観察例がある。北海道のマナマコについては、夏眠をしないという見方と、夏眠をするという説との両方があったが、最近では期間の長短こそあれ、やはり夏眠を行うことがあきらかにされている。
ただし、マナマコは負の走地性・負の走光性・正の走触性を備え、これらの選択性に従って行動し、さらに、三つの条件を全て満たす住み場でない限り、夏眠期においても夜間に活発に移動していることが示唆されている。
夏眠期には、生体重が大きく低下するとともに、内臓器官も極度に縮小する。なお、夏眠の習性について、産卵後の疲弊に基く休眠と解する見解もあるが、詳細についてはいまだに不明な点が多い。
コンクリート水槽（容積3立方メートル）内における、鹿児島県産のアカ型の観察によれば、高水温区（18-25℃）では、その一日当たりの移動距離は21.6±6.3 m であり、25℃の水温のもとでは12.7 mにとどまったという。一方、12-17℃の低水温区では、一日当たり移動距離は49.6±2.8 m と、高水温区下と比較して二倍以上に達していたという。また、高水温区では、活動のピークは夜間（23-1時）にあったのに対し、低水温区では14～16時と0～3時との二つのピークが認められたと報じられている。また、供試個体の体サイズや水温などの実験方法は不明であるが、マナマコ (「アオ」型) の1日の移動距離は平均140 mであるとの報告もある。
なお、稚ナマコ（体長10-33mm）でも、水温23-25℃の水槽内における観察結果から、昼間と夜間あるいは水槽底と壁面とでの速度差を考慮した上で、移動速度は一日当たり12 mに達するとの推定がなされている。
三重県や福岡県では、放流された稚ナマコが、約2年で100 g以上に達することが明らかにされている。また、福岡県豊前海では、体長30 mmの稚ナマコを放流すると、約1年で体長120〜220 mm（体長―体重の関係式で換算すれば体重40.4 g 〜212.9 g）に成長するというが、北海道での成長はこれよりも二年ほど遅いのではないかとの推定もある。
寿命については明らかでないが、人工授精で育成された稚マナマコが、放流されてから約5年後に見出された例があり、5年以上はあるのは確かであろうとされている。
なお、染色体数については 2n＝40 とする説と 2n＝44 とする説、あるいは 2n＝46とする説がある。また、テロメアの塩基配列は、脊椎動物と同様の (TTAGGG)n型である。

### 生活環
稚内付近での生殖期は7月下旬～8月下旬であるとされており、いっぽうで相模湾や有明海の湾奥部における生殖期は、3〜5月であると考えられている。日本海側の七尾湾では5～6月であると報告されており、長崎県大村湾産の「アオ」型の生殖期については3月下旬～4月中旬であろうとの推定がなされている。
三重県桃取の浴岸では、「アカ」の生殖期は3月中旬から5月上旬、「アオ」のそれは4月上旬から7月上旬で、一方で伊勢湾口の三重県神島における「アカ」型の生殖期は、3月上旬～4月下旬 (盛期は3月下旬～4月上旬) であるとされており、これらの地方において、5月上旬以降に「アカ」型の成熟個体を得ることは非常にむずかしいという。また、佐賀県北部でも、「アカ」の方がやや生殖期が早くに訪れる傾向があるという。
一般に「アカ」型は「アオ」型に比べて産卵期が早く、その期間も短かい。
殻重量200 g以上の個体は200 g未満の個体に比べ生殖腺の発達が良好であるという報告がある。また、北海道における調査例によれば、体重67 - 98 gに達すると性的成熟を迎える個体が見出されはじめるとともに、夏期の海水温が低い海域のほうが、より低い生体重で成熟する傾向があるという。
一体の雌マナマコの一回当たりの産卵個数について、長崎県大村湾産の「アオ」型では、1.36×105～212.48×105個であるとの報告がある。また、山口県秋穂産の雌マナマコ（「アカ」型・「アオ」型の別は不明）から得られた産卵個数は、約1.13×105個であった
と報じられており、同じく山口県の大島郡で採取された親マナマコについては、「アオ」型で20～90×105個、「アカ」型で9×105個という数値が示されている。山口県産の「アオ」型では、産卵個数は23×103～12×106と大きくばらつきが認められており、一体の雌マナマコの産卵個数は、自然の海底においても個体差が著しいものと考えられている。
「アカ」型の成熟卵は、厚さ 23～26マイクロメートル（μm）の薄い gelatinous coatingに包まれており、その大きさは長径151～177×147～166 (平均164×143.6) μm、「アオ」型には gelatinous coating がない。受精卵は十数時間で孵化して浮遊生活に入り、胞胚および初期胚を経て、受精後40時間ほどでアウリクラリア幼生となる。
受精率については、精子懸濁液の濃度を「アカ」型で 2.5×104個/mℓ、「アオ」型で 5×104個/mℓとすることでほぼ 100%となり、孵化率は、「アカ」型・「アオ」型ともに精子懸濁液の濃度5×103個/mℓでおおむねじゅうぶんな水準となる。懸濁液の濃度を5×105個/mℓあるいはそれ以上とした場合には、奇形幼生の出現率が高まるとされている。
アウリクラリア幼生となってから1～2週間で体長1 mm弱となった後、体が急激に縮小して長径 400～500 μm程度となり、5本の繊毛帯を生じてドリオラリア幼生へと変態する。なお、アウリクラリア幼生が急激に縮小する時期には消化器も収縮し、摂餌がほとんど行われなくなる。
ドリオラリア幼生後期から1～2日を経過した後には、繊毛帯が消失するとともに5本の第一次触手を形成してペンタクチュラ幼生となり、底棲生活に入る。緑藻の一種 Ulvella lens は、マナマコのドリオラリア幼生からペンタクチュラ幼生への変態誘起作用を有するとの報告がある。
幼生はプランクトン（たとえば珪藻の一種である Chaetoceros glacilisや鞭毛虫のMonas sp.など）あるいは細菌類などを摂餌して育つ。
変態の進行には水温や海水中の塩分濃度も影響するといわれている。「アオ」型については、アウリクラリア幼生の生育適温の上限は19℃であると考えられるが、ドリオラリア以降の幼生のそれについては明確でない。いっぽう、浮遊幼生の生育適温の下限は15℃付近だと推定されている。ドリオラリア幼生の出現は、13～20℃の範囲の温度勾配においては水温が高いほど早いという。
ペンタクチュラ幼生に変態した後、2～4日後には、体表に多数の櫓状体骨片を形成するとともに、尾部に一本の管足を生じて幼い稚マナマコとなり、管足を用いて他物へと吸着できるようになる。稚マナマコとしての着底率は、底質表面に付着珪藻が存在することによって促進されるという。
受精から約二カ月で、総排出腔の前部背面壁から呼吸樹が形成され始め、麻酔下での体長が15 mmを超える程度に生長するころには水管系がほぼ完成し、1歳を迎えるころには成体マナマコと同様の形態・機能を備えるまでに発達する。
ドリオラリア幼生から稚マナマコへの変態に要する時間は、ドーパミン・レボドパ・アドレナリンまたはノルアドレナリン（いずれも濃度5-10 μM：24時間）で処理することによって120時間程度に短縮することができる。ドーパミンによる変態所要時間の短縮効果は、D1受容体に対するアンタゴニスト (たとえばLE300など：濃度10 μM) によって阻害されるが、D2受容体のアンタゴニストには影響されないことから、幼生の変態にはD1受容体が関与していると考えられている。
いっぽう、アカウニ・ムラサキウニ・キタムラサキウニやシラヒゲウニなどに対し、幼生から稚ウニへの変態を促進する効果を持つといわれているジブロモメタン は、マナマコの幼生に対してはほとんど無効である。
海底で生活し始めた稚マナマコは、付着性珪藻などを食べる。体重1-900ミリグラム（mg）の稚マナマコの腸の内腔には、摂取された食物残査がその全域にわたって認められ、それらの多くは珪藻類の殻であった。体長 5 mmの「アカ」型稚マナマコの消化管内容物を調べた例でも、ごく少量の砂粒以外は、大部分がNavicula 属などの珪藻類で占められていたとの報告がある。
0歳の稚マナマコは、飼育条件下では1年を通して成長を続け、狭い水槽の中でも豊富に餌を与えれば、着底後11カ月で体長150 mmを超えて成熟にさえ達する。一方で、山口県平生湾の潮間帯における実験によれば、着底後6～8カ月程度の成長停滞期（成長開始は厳冬期を過ぎる 2～4月まで持ち越される）の存在が明らかになったが、その後の成長は飼育条件下よりも急激で、夏眠期までの成長速度は 3～4カ月で50～90 mmにも達し、着底後12カ月で標準体長50 mm、24カ月で100 mm程度の成長が示された。また、成長開始時期の変動に伴って、発生群ごとの成長量の変動が認められた。北海道噴火湾において、放流種苗の成長速度の推定を試みた結果では、瀬戸内海の天然個体群と比較して明らかに遅い成長を示唆し、主群のモードは着底後24カ月で40 mm程度、36カ月で65 mm程度と推定されている。

## 他の生物との関係
稚マナマコ（体長 5～40mm）を、生息域が共通するマハゼ・メバル・キヒトデ・イシガニ・イイダコ・アカニシなどとともに水槽内で飼育・観察した結果では、キヒトデ以外による捕食行動は確認されなかったという（キヒトデについては、自然の海底環境下でもマナマコを襲う例が皆無ではない）。また、同じく水槽内において行われた別の実験では、体長40 mm以下の稚マナマコがイシガニ（甲幅58.5-82.1 mm）に捕食されたと推定し得る例があるほか、稚マナマコとイシガニとが遭遇・接触した場合に、イシガニがその鉗脚で稚マナマコを掴むような行動をみせるなど激しく攻撃し、稚マナマコに皮膚の損傷（糜爛）を負わせる例も観察されている。
また、同じく水槽内で、稚マナマコとイトマキヒトデとを同居させて飼育した実験では、イトマキヒトデによる捕食行動が観察されはしたが、稚マナマコ以外は餌を与えない絶食条件下であってさえ、平均体長15.9 mmの稚マナマコを1日あたり平均1.8個体食べる程度であったとされるほか、同一の水槽内で飼育しても6日間に渡り捕食を受けなかった例や、著しい飢餓にさらされた場合にのみ、稚マナマコを捕食することがあるとの報告がある。これらの例から、自然条件下において、イトマキヒトデによる稚マナマコの捕食圧はさほど大きいものではないとの推定もなされている。ただし、同じく水槽内で稚マナマコとイトマキヒトデ（腕長39.2-58.2mm）とを対峙させて飼育し、水槽内の底質として砂のみを敷き詰めた区と砂層の上に玉石を敷いた区とを設けた実験では、後者のほうが捕食された稚マナマコの個体数が少なかったことから、捕食頻度の大小には、捕食者が稚マナマコを発見する頻度の多寡も影響しているものと考えられている。
タイドプール内に健全な（または人為的に傷を与えた）稚マナマコを投じ、タイドプールに元から生息していた他の動物に捕食されるか否かを観察した例では、イソギンポ・イトマキヒトデ・ケアシホンヤドカリ・クロスジムシロガイは、稚マナマコに触れはしたものの、捕食することはなかった。また、アゴハゼとアシナガモエビとは、明らかに稚マナマコを食べようといったんは口に入れたがすぐに吐きだし、食べるのをやめてしまった。
この観察結果から、タイドプール内で稚マナマコと遭遇する可能性を有する肉食（ないし雑食）動物群にとって、マナマコは餌資源として魅力ある対象ではないか、なんらかの忌避物質を有しているか、あるいはその両方であるかの可能性が推定されている。
タイドプール内に健全な稚マナマコ（「アオ」型）500個体を放った後、24時間放置してからプール内の水をすべて汲みだして大形動物を採取し、それらの消化管内容物中におけるマナマコ骨片の有無を確認した実験では、夏季の実験で採集された魚類8種89個体・カニ類2種2個体・ヒトデ類2種11個体の消化管内容物において、マナマコの骨片が認められたのは、わずかにハオコゼの1個体のみであった。一方、冬季の実験では、魚類4種11個体・カニ類1種28個体・ヒトデ類1種5個体を観察した結果、消化管中からマナマコの骨片は発見されなかった。ハオコゼについても、同時に採集された残り49個体のハオコゼの消化管内容物からは稚マナマコの痕跡が見出されなかったことから、決して選択的に稚マナマコを食べたのではなく、偶発的に捕食されたものと推察され、ハオコゼにとってもやはりマナマコは魅力的な餌とはみなされていないと考えられるに至った。
フサギンポ は、ウミウシ類・ユムシ類・多毛類などを餌とするが、陸奥湾産のフサギンポの成体では、径 1 cm程度に咬み切ったマナマコの 肉片を飽食している個体が多いと報告され、マナマコを好んで選択的に捕食している可能性が指摘されている。このほかに、ヤツシロガイもときにマナマコを襲って食べることがあるという。また、水槽内での飼育下では、カワハギやメジナが稚マナマコを捕食した例も報告されている。
呼吸樹には、繊毛虫の一種であるナマコヤドリミズケムシ (Boveria labialis) がときに見出されることがある。この生物は、トゲウネガイ属（Tellina）の二枚貝の鰓からも発見されており、マナマコに対して宿主特異性を持つものではないようである。両者の生態的関係についてはまだ明らかにされていないが、共生関係にあるとも寄生性であるともいわれている。
体内には、独特の細菌フロラを有しており、消化管内にはバシラス属（Bacillus）や Virgibacillus が生息している。前者はプロテアーゼ・アミラーゼ・セルラーゼなどの酵素の産生能力を有し、後者はプロテアーゼ活性のみを持っており、マナマコが摂食した餌の消化吸収に寄与している可能性が指摘されている。長崎県産の「アオ」・「クロ」型の消化管からはOceanobacillus ・Virgibacillus・Gracilibacillus・Halobacillus ・Planococcus ・Sporosarcinaなどが見出され、その多くが 多糖類の分解能力を有している。一方で、海水中にごく普通に住んでいるビブリオ属（Vibrio）の菌は一種類も見出されてなかったとされている。ただし、中国の大連近海で漁獲されたマナマコでは、Vibrio およびGammaproteobacteria が消化管内における優先種で、他にレジオネラ属 (Legionella) の一種やBrachybacterium ・Propionigenium ・ストレプトマイセス属(Streptomyces)の一種なども記録されており、マナマコが住んでいた海域によって、その消化管内の細菌相は大きく変化するもののようである。
また、排泄物をサンプルとした間接的な推定ではあるが、マナマコの腸内細菌相には、生体重2 g以下の稚マナマコとそれよりもやや生長した個体との間で顕著な差異があり、マナマコの生長に伴って生じるポリヒドロキシ酪酸の生理的欠乏を補う役割を担っていると推定されている。
このほか、Salegentibacter holothuriorum とNeiella marina  およびPhaeobacter marinintestinus は、それぞれ日本海（ピョートル大帝湾）産、中国の青島市近海産、あるいは 韓国の浦項市近海産のマナマコから分離・培養された菌株をもとに、新種として記載・命名された細菌である。
養殖用の稚マナマコの育成水槽内では、シオダマリミジンコ（Tigriopus japonicus）が発生すると、高率でナマコが斃死する。ただし、これはシオダマリミジンコによる直接の食害が原因ではなく、稚ナマコの体表への接触・損傷によるダメージのためではないかとも考えられているが、捕食によるものか、接触に起因する二次的な斃死であるのか、明確な結論はまだ下されていない。
稚マナマコが生長し、その体長がおおむね 3 mm以上になるとシオダマリミジンコの攻撃への酎性を得ると推定されており、Nitzschia sp.やNavicula sp.などの付着珪藻が豊富な環境下では、稚マナマコの被害が軽減されることも示唆されている。

## 分布
ウラジオストック・樺太から北海道を経て鹿児島県種子島に至り、さらに韓国、あるいは中国の近海にも分布するとされている。ただし、陸奥湾においては、すべてが「アオ」型あるいは「クロ」型であるとした報告もある。

## 漁法
小規模には、船上からたも網ですくい取ったり、箱眼鏡で海中を覗きながら鉾で突く突き漁で捕獲され、あるいは潜水漁の対象ともなるが、商業用の大規模な漁獲は漕網（こぎあみ）・桁網（けたあみ）といった曳き網で行われる。
漕網は、目の粗い袋網の開口部の下縁に「ビーム」と称される横桁を掛け渡した底引き網（鉄製の鎖などをバラストとして装着する）を小型船で引き廻り、砂泥の海底に散在するナマコを掬い取るトロール網漁法の一種である。江戸時代後期（安永年間ごろ）には、すでに木製の桁を横用いた網によるマナマコ漁の様子を描いた図解がなされており、漁具としての基本構造にはほとんど変化がない。
ビームの両端には一本ずつの「股縄」がつけられ、これがビームの中央部と漁船後端とを連結する「曳縄」の中途に繋がれた構造で、曳航時にはビームと二本の曳縄とが二等辺三角形をなすことになる。破損に備え、網を二重にして操業する場合もある。幼いマナマコを保護する資源管理の観点から、ビームの大きさや材質、あるいは網の目のサイズには、一定の制限が設けられている。また、開口部の縁に、フック（爪）やローラーあるいはチェーンをとりつけることも制限される場合が多い。これを指して「桁網」と呼ぶ地方もある。
桁網は「コ」の字または「ロ」の字形の枠を網の開口部に設けるもので、漕網よりも網の開口状況が安定し、漁獲効率がいっそう高まるが、やはり資源保護をはかるため、枠の幅などには制限が与えられている。
漕網や桁網を用いた場合、漁獲範囲内のマナマコはほぼ全数が漁獲されつくすため、数日の間隔をおいて複数の漁区で漁獲する。操業時には、漁具を確実に着底させるいっぽう、海底の岩礁の存在に注意を払って操船する必要があり、船の速度は、時速2キロメートル程である。
これらの漁具による一日あたりのマナマコの水揚げ量は、出漁時以前までの天候や水温の変動状況や漁場そのものの大小によって、大きく影響を受ける。また潮位差の大小・海底の礫の分布状態、あるいは海上での風速（間接的に、低速運転での微妙な操船に影響を及ぼす）なども無視できない。
各種漁具の、面積当たりの漁獲効率V は rA/aR（ここに、r ＝捕獲された個体数：A＝試験区の面積：a=曳網面積：R＝試験区内の総個体数）で与えられる。福井県小浜湾内の二か所において、開口幅 5 m、網目の大きさ43 mmの漕網を用いて行った試験操業の結果からは、V ＝ 0.780あるいは 0.555の値が得られている。V の値について、オッター・トロールでのヒラメ漁では 0.031-0.125、トロール網でのズワイガニ漁で 0.29、貝桁網を用いたサルボウ漁では0.18-0.29といった値が示されており、ナマコ漕網が非常に効率の高い漁具であることが示唆されている。

## 利用
食材とされるほか、医薬品原科として用いられる。

### 食用
生産者の間の取引上では、「アカ」型・「アオ」型・「クロ」型の三つの型がはっきり区別され、「アカ」型は「アオ」型に比べてより高価（2～5倍）で取引されている。

#### 生鮮品
日本国内でのマナマコの食習慣は、ほとんどが生食用途に限られており、例外的に岡山県頭島などにおいて、そぎ切りにしたマナマコを沸騰した湯に通した後に「なます」とし、好みですりおろした山芋をかけ回す調理法（「ふくらぎ」と称される）が伝えられている程度である。ただし、江戸時代末期（享和2年＝1802年）に出版された料理書である「料理早指南」には、「吸物 生海鼠 伊豆のり すい口 わさび三 吸物 なまこ 伊豆海苔 吸口山葵 椀にもり銘々出スもよし 又蓋丼にて匕付ても出す」との記述があり、必ずしも生食されるばかりではなかったようである。また、明治40（＝1907）年に発行された料理書「日本の家庭に応用したる支那料理法」では、蝦予海参（蝦の子と海参との煮物）と魚丸海参（魚となまことの蒸物）とが取り上げられているという。ただし、これらのレシピが当時の日本の家庭でどれほど実践されたかについては不明である。
ナマコ類を生食する習慣は日本以外ではむしろまれで、ロシアの一部と朝鮮半島とを除けばほとんど例がないとされており、ナマコ類を食材として愛好し大量に消費する中国でも、いったん茹でた後に乾燥し、これをもどしてから調理するのが常である。
太平洋南西部ではナマコ類を trepang と総称して食用に供するが、やはり生食されることはなく、煮物や吸い物あるいは漬物とするという。
マナマコの生鮮品は、その86～92%が水分である。乾重当りの成分の分析の一例として、粗蛋白質10～20%、粗脂肪0.2-0.9%、灰分38～81%の値が挙げられている。
長崎県大村湾産の「クロ」型では、粗蛋白質45.8%、粗脂肪1.65%、灰分32.9%との分析結果が挙げられ、凍結乾燥品 1 g当り 0.64 mgのステロールが検出されている。ステロールの構成要素としては、コレステロールが全ステロール量の33.8%を占め、他に超長鎖脂肪酸（炭素數26：26.3%）・ブラシカステロール（14.3%）・シトステロール（12.9%）・24-メチレンコレステロール（12.0%）が見出されている。
脂肪酸の組成からみると、パルミチン酸・ ミリスチン酸・オレイン酸 ・パルミトレイン酸・ステアリン酸・リノール酸・(9,12,15)-リノレン酸・アラキドン酸などのほか、ドコサヘキサエン酸およびエイコサペンタエン酸やイソペンタデカン酸 も含まれるが、各々の脂肪酸の含有率には、マナマコが摂取した餌の種別の影響も大きい。
トリメチルアミン-N-オキシド （TMO）は魚介類に広く存在し、これが還元されて生じるトリメチルアミン（TMA）は魚介類の腐敗臭の原因物質の一つとしてよく知られているが、函館市内の魚市場で購入されたマナマコ（「アカ」型・「アオ」型・「クロ」型のいずれであったか、あるいは漁獲海域がどこであったのかについては明らかでない）を試料とした分析結果では、TMO・TMAともにまったく検出されなかったという。
体壁には、カテプシン L（Cat L：リソソームの主要プロテアーゼで、細胞内でのタンパク質の分解 に働く）に似た活性を有する酵素（分子量63kDa：至適作用温度および至適作用pHはそれぞれ50℃・5.0）を含有している。この酵素はN-カルボベンゾキシフェニルアラニン-アルギニンを基質としており、マナマコの体内における存在意義その他についてはまだ明らかになっていないが、体壁の自己消化に関与している可能性が考えられている。
生食する場合には、まず触手や石灰質の囲食道骨が前端部と総排泄腔がある後端部とを切り落とし、さらに縦に切り開いて内臓を除く。
中華料理の食材としては、前述のように煮干し品を柔らかくもどして用いるのが通例である。煮物やスープ・あるいは蒸し物などにされることが多く、福建省が発祥地と伝えられる佛跳牆は有名である。

#### 加工品
生殖巣を干し固めたものはくちこ、内臓を塩蔵したものはこのわたと称され、ともに高級珍味として扱われている。また、内臓を除去した体壁をいったん茹でた後に乾燥した煮干品は熬海鼠（いりこ）あるいは「きんこ」と呼ばれ、おもに中華料理向けの食材として用いられる。詳細については、それぞれの項を参照。
このほか、2003年頃から塩蔵ナマコへの加工の試みが始まり、数年で急速に伸びてきている。この伸びの理由としては、乾燥ナマコの製造加工には45日程度かかるのにくらべ、塩蔵ナマコは約1 週間で製品として出荷でき、さらに前者の歩留まりが3 ～4 %程度であるのに対して、塩蔵ナマコは需要に合わせて10%から数十%程度の範囲である程度の歩留まりの調整が可能であるためもあるらしい。
塩蔵品は、煮熟までの工程は海参と同様であるが、煮熟後に熱い状態で食塩（岩塩）50%を加えてよく混合し、翌日から1～2日間、塩が付着した状態で乾燥させて作る。
伝統的な煮熟・乾燥方法によって製造された熬海鼠は、一定の品質を得るための工程管理が難しいうえ、製造工程ばかりでなく調理前の下ごしらえとしての水もどしにも多くの時間と手数とを要し、消費の拡大上での支障となっている。この点を改善するため、真空凍結乾燥法による生産が試みられた。さらに製造所要時間のいっそうの短縮と製造コストの低減とを目指し、マイクロ波減圧乾燥法の応用もなされている。マイクロ波減圧乾燥法にも、乾燥室の設計上の形状制約あるいは乾燥の対象となる原料の形質の不均一性などにより、製品の含水率その他の物性に局所的なばらつきを生じることがままあり、さらなる技術改良が求められている。

### 医薬品への応用

#### ホロトキシン
マナマコの体壁組織に含まれるホロトキシンはラノスタン型サポニンの一種で、A～Cの三種が区別される。
無色の針状結晶として得られ、その融点は250℃（分解：ホロトキシンＡにおいては248～252℃）である。原料マナマコに対する収率は季節によっても大きく変動し、夏に最大となり、冬季ではA～Cの三種を合わせても、55 kg のマナマコ生鮮品から僅かに120 mgが得られるに過ぎない。
ホロトキシンには強い抗真菌性があり、白癬菌・いもち病菌 ・病原性カンジダ菌あるいはトリコモナス原虫などの生育を阻止する。フザリウム属の一種（Fusarium oxysporum f.sp. lini）やクロコウジカビ （Aspergillus niger）などにも抗菌活性を示す。白癬治療用として実用化されている。
なお、ホロトキシンは、シカクナマコ（Stichopus chloronotus）・トラフナマコ（Holothuria pervicax）・フジナマコ（H. monacaria）・ニセクロナマコ（H. leucospilota）・キンコ（Cucumaria frondosa var. japonica）などにも含まれている。

#### ホロツリン
多くのナマコ類に広く認められる細胞毒であるが、マナマコにも微量含まれている。

#### コラーゲン・グリコサミノグリカンおよびコンドロイチン硫酸
マナマコの体壁は、コラーゲンからなる筋原線維束が網目状に結合した構造を有している。マナマコの体壁を、ペプシンを用いて低温下で分解・抽出し、さらにテロペプチドを除去して得られるコラーゲンは、1000分子ほどのアミノ酸残基からなり、うちグリシンが329分子、ヒドロキシプロリンは66分子である。ヒドロキシプロリンとプロリンとの比は 0.69で、チロシン・フェニルアラニン・ヒスチジンの含有量は比較的小さく、シスチンが含まれていないことから、I型コラーゲンに属する。
その紫外線スペクトルの吸収は220 nmに極大を有しており、示差走査熱量測定法で測定した熱変性温度（Ts）は57℃、中性糖およびムコ多糖の含有量は、それぞれ 0.61%および 0.48%である。
マナマコの体壁には、グリコサミノグリカン（GAG）も含まれている。マナマコ体内のGAGはただ一種類のみであると考えられ、体壁湿重量中の含量は0.03%程度である。蒸留水中の分子量は18,000で、硫酸基・N-アセチルガラクトサミン・グルクロン酸およびフコースが、GAG 1g 当りそれぞれ3.12、0.78、0.98および1.64 mmol存在する。コンドロイチン硫酸Ｅ（スルメイカの軟骨から見出されている）をコア多糖とし、そこからフコースが枝分かれして伸展するという、極めて特異な構造を持つ。
電子顕微鏡での観察によれば、GAGは、コラーゲンからなる筋原線維束のすきまに網目状の集合体として存在する。マナマコ体壁を生食したときのコリコリとした歯ごたえは、この網目状集合体の存在に起因すると考えられている。
過酸化水素を触媒としてGAGを分子量 8000～12500程度に低分子化した分解物 (DHG)は、ヘパリンとは異なったメカニズムで、ヒトの血液凝固因子である第VIII因子へのトロンビンによる活性化を阻害する働きがある。イヌの腎不全にも有効であるとともに副作用がないことも確認されており、抗血栓薬などとしての応用について研究されている。
グリコサミノグリカンの一種であるコンドロイチン硫酸は、フコシル化された形でマナマコの体壁に含まれており、これに低分子化処理を施したものは、やはりヒトの血液の凝固を阻害する働きを有している。
なお、同様の生理機能を有するグリコサミノグリカン複合体は、同じく食用ナマコの一種であるアカミシキリ（Holothuria edulis）やイシナマコ（H. nobilis）からも見出されている。
このほか、作用の本体物質についてはまだ明らかではないものの、マナマコの体壁を熱水で抽出して得たエキス（98℃・1時間）は、ヒト結腸腺癌の由来細胞（Caco-2 Cells）に対してアポトーシスを惹起させるとの報告がある。

#### 抗生物質
腸管から80%エタノールによって抽出されるペプチド（分子量6.5 kDa）は、大腸菌・黄色ブドウ球菌・腸炎ビブリオ・枯草菌などに対して抗菌活性を示す。このペプチドはまた、培地中に5mg/mlの濃度で投与することにより、肺癌細胞A549の壊死をもたらすという。

#### コレステロール低減物質
マナマコ（「クロ」型）の凍結乾燥品の粉末とコレステロール（0.2%）とを添加した飼料を、雄ラットに4週間にわたって自由に摂食させたところ、マナマコ（「クロ」型）凍結乾燥品は、これを餌として摂取したラットの血清中および肝臓内部のコレステロール濃度をコントロール群より有意に低下させるとともに、HDLコレステロール／総コレステロール比を上昇させた。また、ナマコ粉末を摂取させたラットでは、排泄物中への中性・酸性ステロイド排泄が促進されたことから、ナマコは、排泄物中へのステロイド排泄促進によりコレステロール低下作用を発現すると結論されている。ただし、コレステロール低下を発現させる本体物質はまだ単離されておらず、詳細に関しては不明である。

#### メラニン産生の抑制物質
マナマコの体壁のエタノール抽出物を、さらに酢酸エチルを用いて分画して得られたエキスは、B16 メラノーマ細胞のメラニン産生を抑制する。ヒト表皮角化細胞株を用いたテストでの細胞毒性も小さく、ヒトの皮膚への刺激性・感受性もないことから、臨床に向けての実用化が期待されている。また、マナマコの体壁の加水分解成分（分子量 700～1700 Da）にも、B16細胞に対するメラニン産生とチロシナーゼ活性との抑制効果が認められている。

#### NGIWYアミド（クビフリン）
マナマコの口器組織（周口神経を含む）の抽出物からたん白質を除去したエキスからは、NGIWYアミドおよびQGLFSGVアミドと呼ばれる二種のペプチドが得られている。
NGIWYアミドの抗体を用いてマナマコを処理したところ、放射神経の神経上洞および下洞・環状神経・触手神経・腸の神経叢などがよく染色されたことから、NGIWYアミドは神経ペプチドであると考えられている。NGIWYアミド抗体陽性の染色は、体壁の真皮内にも確認された。抗体陽性反応の見られた部分を用いて、NGIWYアミドの効果を調べたところでは、NGIWYアミドは真皮を硬くする効果を持ち、触手には収縮をもたらすことが明らかになっている。また、μMレベルの濃度で縦走筋や腸管を収縮させる作用があることも報告されている。
NGIWYアミド・QGLFSGVアミドは、ともに成熟したマナマコへの注射によって卵巣濾胞の膨大を起こすが、その活性は前者のほうがはるかに強い。蛍光標識体で卵巣を処理して観察すると、濾胞があるはずの卵の周囲ではなく、卵巣内のあちこちに点状の輝点が観察された。現時点では、卵巣中の別の組織を標的としていることが明らかになりつつあり、そこから更に別の物質が出て、それが濾胞細胞に作用していると推定されている。さらに、NGIWYアミドの分子のうち三番目に位置するイソロイシンをロイシンに置き換えることで、活性が10～100倍増強されることが明らかにされている。
NGIWYアミドのC末端のアミド化を除くと、活性はμM以下に激減する。NGIWYアミドと同時に見出されたQGLFSGVアミドも、脱アミド化で活性を失う。なお、ニセクロナマコ・イソナマコ・フジナマコには全く作用を示さない。
産卵期の雌雄の親マナマコに注射すると、成熟した卵または精子を放出するが、NGIWYアミドは生殖腺に働くのと同時に、産卵行動をも誘発する作用を持つらしい。
大形水槽の中に両拳ほどの石で小さな小山を作り、そのかたわらにNGIWYアミドを注射したマナマコ（最終体内濃度10−8M）を置くと、それに触れて気づいたナマコは石山を登り始め、頂上に登り詰めるとそこで頭を大きく持ち上げる。体の後半部の管足で石にしっかり張り付いて体を固定し、持ち上げた頭を大きくゆっくり左右に振り始め、まもなく頭部後方にある生殖孔から放卵・放精が始まる。NGIWYアミドの作用による卵成熟が完了し、放卵・放精が始まるには60～80分ほどかかるが、石山への登攀行動の開始には、早ければ注射後10分もかからない。この首振り行動にちなみ、NGIWYアミドはクビフリンと命名された。

#### その他の生理活性物質
マナマコから新規に見出されたペプチドとしては、クビフリン以外にもホロキニン（Holokinin）1および2、あるいはスティコピン（Stichopin）などが知られている。ホロキニンは、スティコ‐ＭＦアミド（1および2の二種がある）やクビフリンおよびGN-19、あるいはGLRFA などの神経ペプチドと相互作用してコラーゲンの加水分解を惹起し、マナマコの結合組織の粘弾性の変化に寄与すると推定されている。
マナマコが含有しているガングリオシド成分としては、SJG-1 が主である。その特徴として、セラミド 部がノンハイドロキシ脂肪酸とフィトスフィンゴシン型長鎖塩基で構成されていることが挙げられる。さらにマナマコからは、長鎖塩基部分に分枝構造を有する二種のグルコセレブロシドや、全く新規な糖鎖構造を有する一種のガングリオシド成分が、それぞれ分子種として得られている。マナマコから得られたガングリオシドのほとんどが、NGF（Nerve Growth Factor）の共存下で、PC12細胞に対して神経突起の伸展作用を示すことが認められている。
10 mM濃度での各試料の活性を試験した結果、シアル酸の数が多いほどより強い活性を示すことが明らかになった。さらに詳細に構造と活性との相関検討が行われた結果、各タイプごとに活性を比較した結果、まずジシアロタイプのガングリオシド間に若干の活性の相違が見られることが判明した。このことから、糖鎖の末端部に結合しているシアル酸の数が多いほど、より強い活性を示すことが示唆された。
またモノシアロタイプのガングリオシドでは、ジシアロタイプのガングリオシドの場合とは異なり、シアル酸が糖鎖の内部に結合しているAG-2やAG-3により強い活性が認められたが、これは糖鎖構造そのものの相違によるものと考えられる。一方、シアル酸を有さないその他のスフィンゴ糖脂質成分には、あまり顕著な活性が認められなかった。このことからも、活性発現にはシアル酸が結合していることが必須であると考えられている。
酵素処理によってマナマコから得られる、分子量423000程度のフコイダンの一種は、中国におけるナマコ類の総称（海参（ハイシェン）にちなんで Haishen と命名されているが、FGF2の働きを増強し、神経幹細胞・神経前駆細胞の生存率向上と増殖とに寄与することが知られている。神経幹細胞のアポトーシスを誘発しないことも確認されており、その増殖をはかる際のアジュバントとしての応用が期待されている。ナマコの体腔液より新規のカルシウム依存性のレクチンを2種単離し、その分子サイズ、サブユニット構造、糖結合特異性などを調べ、またこれらのレクチンがナマコ体液中の細胞凝集塊に結合する等の性質を持つことを示した。
マナマコの体壁からは二種のレクチンが見出されており、それぞれSJL-1およびSJL-2と呼ばれている。
SJL-1の分子量は15837 Daで、グリシン・プロリン・セリン など143分子のアミノ酸残基で構成されており、C 型レクチンに属している。。酸性側で失活する。SJL-2の分子量もおおむね15-kDa で、やはり酸性側で失活する。
SJL-1はウサギやヒトの赤血球を凝集させ、しかもヒト赤血球の血液型にかかわりなく作用するが、SJL-2はウサギ赤血球にのみにしか凝集作用を発現しない。また、SJL-1の凝集作用は、N-アセチルガラクトースアミン（またはガラクトースを分子中に含んだ炭水化物）によって完全に阻害される。SJL-2の凝集活性は、ラクトースやメリビオースあるいはラフィノースの存在によって弱く阻害されるいっぽう、カルシウムイオンの存在によって約十倍に増強されるという。
いっぽう、マナマコの体腔液そのものもウサギ赤血球に強い凝集作用を発現し、ヒト血小板をも凝集するが、ヒトのＡ・B・Ｏ型赤血球に対しては弱い作用を示すのみである。
マナマコの体腔液からも、SJL-1やSJL-2とは異なるレクチンが得られており、SPL-IおよびSPL-Ⅱと命名されている。やはりC 型レクチンに属し、SPL-I（分子量400 kDa）はグルクロン酸とガラクツロン酸に、またSPL-Ⅱ（分子量68 kDa）は N -アセチル-D-ガラクトースアミンおよび D-ガラクトースに、それぞれ特異性を示す。また、EGTAを体腔液に加えると、その凝集活性が10%以下に低下することからも予想されていたが、SPL-IおよびSPL-Ⅱともにカルシウム依存性である。
これらのマンノース結合レクチンは、マナマコの生体防御に役立っているものとして位置づけられている。

## 養殖
袁秀堂・楊紅生・周毅・毛玉澤・許強・王麗麗、2008．刺参対浅海筏式貝類養殖系統的修復潜力．応用生態学報19: 866-872.
中国やロシアでも、養殖が試みられ始めている
。中国での養殖生産は1990年代後半より急速に拡大し、2003年には約3.9万 t、聞き取り調査によれば2008年には9万 tに達している。

### 種苗生産
現在行われているマナマコの種苗生産方式には、大別すれば、同一水槽内で浮遊幼生から着底初期またはそれ以降の稚マナマコまでの飼育を一貫して行う方式と、浮遊幼生ステージ末期に幼生を回収して別の水槽に収容し、稚マナマコとして付着器に付着・変態させた後にさらなる飼育を行う方式との、二つの方式がある。
前者の生産方式では着底初期の体長0.3～0.4 mmまでは100万尾単位で生産が可能であるが、その後の減耗が著しく、体長10 mm程度までの大量飼育は困難である。その後、アウリクラリア後期幼生以降の稚ナマコへの変態促進に関する付着珪藻の効果が検討され、浮遊幼生期とは別の水槽で付着珪藻板へ稚マナマコとして付着・変態させ、付着珪藻を飼料とする生産方式が開発された結果、採苗後約3か月間の飼育で体長 10 mmの稚マナマコを10万尾単位で生産できるようになり、稚マナマコの量産が可能となった。マナマコの養殖用種苗の生産工程は、親マナマコ養成処理・採卵・幼生飼育・付着珪藻培養・採苗・稚ナマコ飼育の6段階に大別される。
採卵用の親マナマコは、天然海域から採卵作業のl～2ヶ月前）に潜水または桁網で漁獲したものを選別し、生体重300～800（平均500）g程度で、体表の擦過傷や糜爛がなく、内蔵吐出が認められないものを用いる。
従来は、生殖巣が成熟する期間を見計らって漁獲した野生のマナマコをしばらく水槽内で飼育し、飼育水槽内の水温を徐々に上げて16～18ないし26℃にすることで産卵・放精を促し、人工授精を行う方式がとられていたが、この方法は再現性に富むとはいえず、放卵・放精を確実に励起させて高い受精率を期待するのが難しい（親マナマコの総数に対し、昇温処理のみによって放卵・放精を実際に開始した個体数の比率は、一例を挙げれば 3.3～50%であることから、さらなる技術的向上が望まれていた。
現在では、人工合成された性ホルモンであるクビフリンを用い、計画的な産卵および人工授精を行う方式がほぼ主流になっている。産卵誘発には、10 μM以上の濃度のクビフリン溶液を親マナマコの生体重の 0.1%重量となるように体腔内に注射してやればよく、雄では注射後およそ60分・雌では同じく80分を経過すると産卵・放精が開始される。また、10～11日の間隔をおいてクビフリン溶液を反復注射することで、雄では2回、雌では3回まで、実用的な人工授精に使用できる量の卵あるいは精子を得ることが可能である。
まず性的に成熟したと推定されるサイズの親マナマコを選別し、口に近い部分の体壁を長さ1 cm程度に切開して生殖巣を露出させ、雌雄を判別する。雄マナマコの場合は生殖巣を切り出し、ドライスパーム状態でガラス容器などに保存する。雌マナマコについては卵巣の小片を切り出して顕微鏡下で卵径を計測する。卵径が150 μm程度あれば性的に成熟していると予想されるため、規定量のクピフリン溶液を注射し、軽く振って体腔内に溶液を行き渡らせてから水槽内に個別に収容する。
産卵が始まる直前に、切り出しておいた精巣を滅菌海水中に入れ、鋏などで細かく刻んでからメッシュ径50 μmのネットで濾過して精子懸濁液を調製しておく。産卵が開始されたら、すみやかに（産卵直後の卵は受精に最適の状態で、受精率も高い。受精率は産卵後90分までは高いままであるが、時間経過とともに正常発生率は下がり、産卵から30分経過後の受精では正常発生率は50%程度にまで落ちる）精子懸濁液を2.5×104個/ml程度の濃度となるように水槽内に加える。産卵が終了したところで、再び精子懸濁液を2.5×104個／ml程度の濃度となるように水槽内に追加し、すべての卵を受精させる。なお、精子懸濁液の使用期限は作成後30分以内とし、産卵のタイミングに合わせて適宜新たに調製する。
受精が終了した後、洗卵を行う。洗卵作業は多精受精による発生異常や奇形を防止する目的で行う工程で、海水中での卵の沈降と上澄み液を捨てて希釈する作業とを繰り返す「沈殿法（希釈法とも呼ぶ）と、卵径よりも小さいメッシュ径を持ったネットを用い、海水を掛け流して洗浄する「メッシュ法」との2種がある。また、受精卵を1 m3程度の容量を備えた幼生飼育水槽に収容してから孵化させることによって自然に精子濃度を低くし、特別な洗卵を実施しない方法もある。
マナマコの卵は物理的衝撃に弱く、極力これを避けるのが好ましいため、洗卵作業には細心の注意を要し、作業手法にも今後の改良の余地がある。
ふ化から30～120日ぐらいまでは、水槽内の底面積1m2当たり200個体程度の低密度飼育がよいと考えられている。最近のマナマコの浮遊期幼生の飼育現場では、国内外を問わず、C. muelleri に代表される各種のChaetoceros 属珪藻を用いた飼育が行われているが、ちなみに、「アカ」型への飼料としてはC. calcitrans、「アオ」型へのそれとしてはC. glacilis が好適であるともいわれている。ただし、Chaetoceros については、マナマコの浮遊期幼生への飼料としての価値を否定的に評価する見解もある。
クリプト藻の一種Rhodomonas sp.やプラシノ藻に属するTetraselmis tetrathele についてもマナマコの浮遊期幼生への飼料としての価値に関する報告があり、特にT. tetratheleは、細胞径が大きいことやドコサヘキサエン酸・エイコサペンタエン酸などの不飽和脂肪酸を豊富に含んでいること・培養が容易であること・遊泳性を持つため、マナマコの飼育水槽内で沈殿しにくいことなど、多くの利点を持つ点から注目されている
。
C. glacilis のみ、または熱帯魚飼育用の（フィッシュミール・穀類・酵母・ビタミン類およびミネラル類などからなり、粗蛋白質 48%以上、粗脂肪 10%以上、粗繊維2%以下、粗灰分10%以下、水分6%の組成を有する）を与えての飼育実験ではドリオラリア幼生へと変態させることはできず、両者を併用する必要があるという。同様に、ハプト藻 Pavlova lutheri の単独給餌では変態期にまでは生育させられず、奇形となって死滅する個体が目立ち、同じくハプト藻に属するIsochrysis galbana も、単独で与えた場合には、ドリオラリア幼生への変態を完了するまでに死滅する個体が多くなる傾向があるため、C. gracilis との併用が試みられている。このほか、Monochrysis lutheri（ホタテガイなどの二枚貝の幼生用飼料として用いられる）とクロレラ（Chlorella sp.）とを混合して給餌する方式も提案されている。
以上の方法で、「アオ」型では比較的良好な飼育成績を期待できるが、「アカ」型では生長および変態の停滞・胃の萎縮・生残率の低下などの飼育不良がしばしばみられる。「アカ」型マナマコの幼生飼育が難しい原因については、いまだ完全に明らかにされてはいないが、餌料の質の可否や飼育水中の細菌相に起因するところが大きいという見解がある。中国でのマナマコ生産施設でも、浮遊期幼生の胃の萎縮は、不適切な給餌や高密度飼育を遠因とする海水中の細菌相の変化によって発生するという推定がなされている。
なお、飼育用の海水に抗生物質（ストレプトマイシンまたはペニシリン）を添加した場合、アウリクラリア幼生の段階で死滅し、ドリオラリア幼生への変態に至らないとの報告がある。
前述したように、ペンタクチュラ幼生に変態してから2-4日後には、体表に多数の櫓状体骨片を形成するとともに、尾部に一本の管足を生じて幼い稚マナマコとなり、管足を用いて他物へと吸着できるようになる。稚マナマコとしての着底率は、底質表面に付着珪藻が存在することによって促進されるという。また、腸内の食物残査の分析結果から、食物として最も重視すべきは付着珪藻であるとされている。従って、浮遊幼生期を終えて稚マナマコが着底し始めるまでに、充分な量・質の付着珪藻を確保しておく必要がある。このためには、通常、合成樹脂（ポリ塩化ビニルあるいはポリカーボネイト）製の波板を屋外水槽内の海水中に浸し、その表面に天然の珪藻を充分に付着・繁茂させ、これを稚マナマコの着底用基質として使用するのが一般的である。
後の取り扱いの便のため、一定枚数の波板（枚数の30%を、あらかじめ珪藻を繁茂させた種板としておく）をまとめてホルダーに固定し、これを海水中（珪藻の栄養源として、農業用肥料を加えておく）に浸し、水槽上面に設置した遮光幕を開閉することで照度を調節しつつ1～2ヶ月ほど保ち、板を反転させることで均一に珪藻を繁殖させる。珪藻類の中でもFlagilaria属のものは、稚マナマコの糞の中に未消化のままで排泄されている割合が他の珪藻類よりも大きく、稚マナマコの飼料としては適合しないと推定されており、アワビ採苗に極めて有効なCocconeis sp.や Ulvella sp.なども、稚マナマコの着底・付着率は高いが稚マナマコの直接の餌とはならないため、Navicula 属・Coscinodiscus 属・ Nitzschia 属・Amphora 属などを優先的に繁茂させておくほうが、稚マナマコに好適な生長を与えるとされており、一例として、Nitzschia 属やNavicula 属を主とする珪藻群落を波板上に形成させ、これをドリオラリア幼生の飼育水槽内に設置した実験では、波板上での珪藻の密度にもよるものの、ペンタクチュラ幼生の出現率は11.7-42.9%、稚マナマコの出現率は33.3-100%であったという。いっぽうで、単一種の珪藻を高密度に繁茂させても稚マナマコへの変態はほとんど誘導されないため、純粋分離した珪藻を波板上に付着・繁殖させて用いる手法はとられていない。
浮遊幼生を稚マナマコへと変態させ、あらかじめ珪藻を付着させておいた波板などの基質上に着底させる工程を採苗と称する。珪藻付着処理を終えた波板は、水槽内へのシオダマリミジンコの混入を防ぐため、炭酸ガス通気海水または淡水（水道水）、もしくは 0.2%塩化カリウム水溶液で処理してから採苗用水槽に持ち込む。波板をセットする向きについては、縦方向に立てる方式と横たえる方式とがあるが、後者では波板の上面と下面との間で稚マナマコの付着数に有意差が認められるとの報告があり、垂直に立て並べるのが主流になりつつある。
「アカ」型・「アオ」型ともに、過度の紫外線への暴露は稚マナマコの減耗要因になり得る。特に、浮遊幼生期を終え、着底してからまもない幼いマナマコに対しては、大規模な減耗をきたす要因の一つになるため、効率のよい種苗生産を行うにあたっては、紫外線を含めた光線についての照度の管理も重要である。ただし、稚マナマコの飼育飼料として重視される珪藻類はいわゆる植物プランクトンであり、その安定的な生育には一定の光条件が要求されるため、飼料の全量を海藻粉末などでまかなわない限り、マナマコの正常かつ迅速な生育と珪藻類などの安定した供給とを両立する光条件を設定する必要がある。
体長 2-7 mmの稚マナマコの屋外飼育に際して、無遮光条件（水面直上における照度 100000ルクス下と、飼育水槽の上面を遮光幕で覆って照度を下げた実験区とを比較すると、「アカ」型・「アオ」型ともに、照度が低い（～1000ルクス）区ほど生残率も生長量も高くなる傾向が認められたのに対し、水槽内に出現した付着珪藻類の種多様性は、照度が高いほど大きくなる傾向があったという。また、後者について、珪藻の細胞密度は 20000ルクスの環境下において最も高くなり、照度が高くなるにつれてNavicula sp.やCoscinodiscus sp.が優先したのに対して、低い照度を設定した実験区ではFlagilaria が多くなったとされている。なお、照度を調整するに当たっては、稚マナマコが照度変化に順応する時間的余裕を設け、夕方または曇天のもとで行うべきであるという。
さらに幼い段階（体長0.53-0.73mm）にある稚マナマコは、高い照度に対してさらに抵抗力が小さく、10000ルクスのもとでの10日後の生残率は 7.5%にすぎなかったと報じられている。
海藻粉末を飼料として用いる場合には、粉末を単独で与えるよりも、海泥を加えたほうが稚マナマコの成長が良いとされる。岩手県産の稚マナマコ（生後 6-7ヶ月：体重 1-2 g程度）を用い、ワカメと Ascophyllum nodosum（北欧産の褐藻類の一種）との混合物を飼料として飼育した実験結果からは、マナマコには低タンパク質の飼料が有効で、10-20%程度の配合が実用的であると考えられ、混合するタンパク源としては、脱脂大豆よりも魚粉の方が向いているとされる。また、海藻粉末に一定の割合で白陶土を混ぜて与えた方が、海藻のみで飼育した場合よりも生長が良好であったという。
稚マナマコの飼育用飼料としては、水に浸して塩分を除いた後で再び乾燥・粉末化した塩蔵ワカメや、海藻粉末25%とマガキ（Crassostrea gigas）・ホンアメリカイタヤ（Argopecten irradians）その他の二枚貝の糞の乾燥物75%とを混合したものなども検討されており、塩蔵ワカメを用いた場合には、乾燥させた海藻粉末を単独で与えるよりも、海藻粉末と砂粒（平均粒径0.22 mm）を40：1の割合で併せて与えた場合の方が生長が良好であったと報告されている。
着底後にはウミトラノオSargassum thunbergii をすりつぶした濾液や、海泥を主体としてウミトラノオ粉末や魚粉を混合した配合飼料も用いられている。
Ascophyllum nodosum とワカメその他を主原料として調製・市販されているマナマコ用配合飼料に スジメの粉末を加え、さらにゼオライトと珪藻土および塩化カルシウム水溶液を添加して、フロック状に粗い粒子の集合体をなした半固形飼料を調製し、これを与える試みもなされている。
「アオ」型のマナマコを用いた飼育実験によれば、この半固形飼料は水槽内に投じるとすみやかに沈降し、飼料の流失を防ぐための飼育用海水の給水を停止する必要がなくなることで、飼育現場における省力化がはかれるという。また、原料として用いた市販の配合飼料と比較して粗タンパク質・粗脂肪・カロリーが際だって少ないのにもかかわらず、稚マナマコ・成体マナマコの両方に対して優れた生長率および生残率を与え、卵巣の発達にも好影響を与えた。ただし、精巣の発達に関しては、市販の配合飼料との間では有意差が認められなかったと報告されている。
ハワイ島西部では、アワビと中国から輸入されたマナマコとの複合養殖が企業化されている。マナマコ向けの給餌は特になされず、アワビの糞を餌料にしているという。

### 微小生物の害・病害とその防除
前述のように、稚マナマコの飼育水槽にはしばしばシオダマリミジンコが発生し、稚マナマコの生残率を大きく損なうことがある。
稚マナマコの生長を促し、シオダマリミジンコからの加害を防ぐためには、飼育用の海水温度を高めに設定するのが効果的であるが、これは同時に、シオダマリミジンコの繁殖を促進することにもつながる。防除には、シオダマリミジンコの発生が確認された場合には、飼育水槽の海水にメトリホナート乳剤を加える（濃度は 1 ppm以下）のが有効であるというが、メトリホナート製剤は農薬としての登録が失効しているうえ、平成18（2016）年5月の「薬事法に基づく動物用医薬品の使用規制の強化」によって稚ナマコへの使用が禁止されている。
いっぽう、pH 5.2以下の炭酸ガス通気海水におよそ30分浸漬することで、シオダマリミジンコ（幼生・成体とも）が100 %斃死することが判明しているが、炭酸ガス通気海水の使用は稚マナマコの側にも悪影響を及ぼす（1時間浸漬では稚マナマコの斃死はなかったが、2時間の浸漬では斃死個体がみえ始め、4時間の浸漬では斃死個体が増加し、全滅する試験区もみられた）ため、実際には応用し難いとされている。現状では、稚マナマコの飼育水槽への海水供給路に、シオダマリミジンコをトラップするフィルター（メッシュ50 μm以下のカートリッジフィルターと、メッシュ45 μmのプランクトンネットとの組み合わせ）を設けるとともに、飼育用の海水温度を15℃前後に調整し、あるいは稚マナマコを着底させる付着板を塩化カリウム水溶液で処理するなどの方法を併用して、シオダマリミジンコの大量発生を抑制する試みがなされているが、完璧な対策とはなり得ていない。
北海道では、繊毛虫の一種Miamiensis avidus （マイアミスクーチカセンモウチュウ）による養産稚マナマコの減耗発生が確認されている。M. avidus による稚マナマコの減耗は、通常では体長1.5mm未満の飼育初期にみられるが、シオダマリミジンコによる加害などによって稚マナマコの体表が損傷している場合は、体長10 mmに達した個体であっても発症する場合があるという。
M. avidusは、ヒラメ・マダイなどの海産魚に発症するスクーチカ症の病原体で、ヒラメの稚魚（生体重 8-10 g）に対して濃厚に接種感染させた場合の死亡率は80-100%に達することから、水産養殖界で広く問題視されている。
M. avidus は気相との接触に対して耐性が低いことが示唆されており、水槽内の海水を定期的に抜いて内部を清掃することで感染の危険を低減させる対策がとられているが、商業的養殖の対象として大規模に飼育されている海産動物を別の水槽に頻繁に移し替えての作業は、その労力や経費が多大となるばかりでなく、飼育されている動物そのものの流失や受傷を招く恐れも大きく、現実的な対策であるとは言い難い。
M. avidus の駆除には紫外線照射あるいはオゾンによる飼育用海水のオキシダント処理が有効であるとされる。具体的には、1.0×104μW・sec/cm2の紫外線照射量のもとで、M. avidus 虫体数の99.9%が減少したという。また、照射量1.0×105μW.sec/cm2では、生残した虫体からの再増殖が認められたが、2.0×105μW. sec/cm2の紫外線照射量で処理した虫体を新しい細胞に接種しても、活動あるいは分裂増殖が認められなくなり、死亡 (殺虫) が確認されたと報告されている。
中国の養殖業界にあっては、マナマコの表皮の浮腫と潰瘍とを病徴とする病変が問題になっている。
2004年12月から翌年4月にかけ、中国大連市内において、屋内のマナマコ養殖池での大量死が問題になった。病徴としてまず内臓の吐出があり、次いでマナマコの口周辺に腫脹をきたし始める。また、管足が委縮して他物への吸着機能を失い、軟化・褪色が起こる。体壁は体表面・体腔内面を問わずに点々と粘液状となって潰瘍を形成するに至る。
罹患したマナマコの組織片を生理食塩水中でホモジナイズして調製した懸濁液を、健全な稚マナマコの飼育水槽へと投入すると、10時間ないし5日間には病徴が認められ始め、最終的にはすべての稚マナマコが斃れて 100%の死亡率を示した。また、ある種の細菌とともに二重接種すると、病徴発現がさらに明瞭かつ迅速になったという。罹患マナマコの病理学的所見として、細胞の核（クロマチン）の凝縮・小胞体の萎縮・ミトコンドリアのクリステおよび外膜の崩壊などが認められた。
罹患マナマコの組織片の電子顕微鏡観察の結果、一種のウイルスが検出された。このウイルスは直径60～100 nmの球形をなし、エンベロープをまとっており、同時に、直径200 nm程度でヌクレオカプシドを有するビリオン (virion) が少数見出された。さらに、ポーリ嚢を含めた水管系や筋肉組織・消化管の上皮組織や呼吸樹の構成細胞・体壁の結合組織の細胞などの細胞質は、封入体を有したビリオンをおびただしく含んでいた。
いっぽう、青島市内の4か所の養殖施設では、マナマコの触手の機能消失・背面の疣足の崩壊・口周辺の腫脹・腹面への潰瘍形成などをきたす病変が見出されたが、その病原体としては、二重のカプセルにおおわれた径100-250 nm程度のウイルスが見出されている。なお、これらのウイルスの分類学的帰属については、まだ結論が出されていない。また2008年12月には、青島市仰口のマナマコ養殖池（上述とは独立した別個の施設）でも大量死が起こった。この事案では、罹患したマナマコのおもな病徴は、体表背面と管足とに潰瘍を生じ、それが次第に数を増すとともに拡大・融合していくというものである。
罹患したマナマコから分離培養された微生物を用いた、健全なマナマコへの再接種試験によって、病原体は Pseudoalteromonas tetraodonisおよび Pseudoalteromonas sp. と同定されている。
シェワネラ属 （Shewanella）に属するグラム陰性桿菌の一種 S. marisflavi もまた、マナマコに一種の感染症を起こすことが報告されている。
S. marisflavi は、もともとは黄海の海水から純粋分離された菌株に基づいて記載・命名された好塩菌で、新種記載された時点では病原性には言及されていなかったが、注射による接種と再分離とによって、マナマコやマウスあるいはソードテールに対する病原性を有することが確認されている。マナマコに対するLD50相当菌数は、マナマコの生体重（g）当り3.89 ×106CFUであるという。
なお、S. marisflavi による養殖マナマコへの病害発生を予防するために、S. marisflavi に対して特異性を持つファージを用いるのが有効であるとの研究成果が公にされている。PSM-1と命名されたこのファージを、稚マナマコの体腔内に注射するか、またはファージを懸濁させた海水中で稚マナマコを飼育し、さらに S. marisflavi を感染させると、ファージを与えない対照群では死亡率が90%に達したのに対し、処理群では50～90%が生存し得たという。また、S. marisflavi への感染後にファージを与えた群では生存率が低下し、さらにファージを与えるのが遅くなるほど生存率が落ちることから、ファージ処理は予防接種として用いるのが実用的であると結論されている。
マナマコの体表面への潰瘍形成や内臓の吐出を病徴とする感染症をもたらす細菌としては、ビブリオ属（Vibrio）に属する V. splendidius や、V. alginolyticus および V. cyclitrophicus もまた、無視し難い問題となっている。これらの細菌は、レボフロキサシン・セフォビッド・ドキシサイクリン・ノボビオシンなどの抗生物質に対して感受性を示すが、オキサシリンナトリウムやアミノベンジルペニシリン、スペクチノマイシンあるいはセフラジンは無効である。また、V. splendidius は、病毒性においてP. tetraodonis を凌ぐとされている。
V. alginolyticus 感染症への対策として、PVA1およびPVA2と命名された二種類のファージを混合投与することによって、発症後のマナマコの生存率を大きく向上し得るとの研究がある。また、枯草菌とセレウス菌 とを飼料に添加したものをあらかじめ与えることで、マナマコの免疫系の活性を上げ、V. alginolyticus 感染後の生存率を80%程度にまで向上させることが可能となるとも報じられている。
日本では、飼育されているマナマコの大規模な病害発生や、それによる集団的な斃死の例はまだほとんど記録されていないが、養殖用種苗としての稚マナマコ飼育水槽内で、表皮の糜爛（末期には剥離して死にいたる）を症状とする斃死例が報告されている。この例では、培養試験や分離・再接種試験による病原体の同定はなされていないが、同様の罹患例が東海地方以西から数例確認されており、今後の警戒を要する。

## 民族史
問言汝者天神御子仕奉耶之時。諸魚皆仕奉白之中。海鼠不白。爾天宇受売命。謂海鼠云。此口乎。不答之口而。以紐小刀。拆其口。故於今海鼠口拆也。・・・・
```
（古事記）
天宇受売命
（あめのうずめのみこと）が海の魚を集めて「天つ神の御子に従うか？」と聞いたときに、魚達は皆「従う」と答えたのに、ナマコだけは黙殺した。そこで怒った天宇受売命は、「この口は答えぬ口か」と紐小刀でナマコの口を切り裂いた。そのためいまでもナマコの口は裂けているという。
```

平城宮に隣接して在ったとされる長屋王家の邸宅址より発掘された木簡（「長屋王木簡」と称される）のうちにも、「熬鼠」・「熬海鼠」の表記でナマコの煮干品が記載されている（ただし、マナマコ以外の別種のナマコ類を加工した製品が混在していた可能性はある）。

⇓
中国では、燕窩・魚翅・乾鮑（干鲍）・熊掌などとともに食材として珍重され、「海参」と称される。生食する習慣はなく、もっぱら乾燥品を戻してから調理される。中国においては、ナマコの食習慣の中心は、東北部の山東省・遼寧省（遼東）にある。
朝鮮でも、李睟光が著した「芝峯類説」（1614）に「海参」の名があらわれる。朝鮮でも、17世紀に至って、生のナマコと干しナマコとを、ともに「海参」の名で呼ぶようになったが、それ以前は「泥（진흙）」と呼ばれていたという。
日本の文献上では、まず古事記に「海鼠」として登場する。
於是送猿田毘古神而、還到、乃悉追聚鰭廣物鰭狹物、以問言、汝者天神御子仕奉耶、之時、諸魚皆、仕奉、白。之中、海鼠不白。爾天宇受賣命謂海鼠云、此口乎、不答之口、而以紐小刀拆其口。故、於今海鼠口拆也。
```
是に於て猿田毘古神（さるたびこのみこと）を送りて、還り到りて、乃ち悉く鰭（はた）の広物（ひろもの）・鰭の狹物（さもの）を追ひ聚め、以て問ひて言ふ、「汝（な）は、天つ神の御子に仕へ奉らむや。」と。
之の時、諸々の魚、皆、「仕へ奉らむ。」と白（まを）す。この中、海鼠（こ）のみ白さず。爾（ここ）に天宇受賣命（あめのうずめのみこと）、海鼠に謂ひて云く、「此の口や、答へざるの口。」と。而して紐小刀（ひもかたな）を以て其の口を拆（さ）く。故に、今に於いて海鼠の口、拆くるなり。
```

天宇受売命は、ここで天孫降臨の先導を務めてくれた猿田毘古神（さるたひこのみこと）を送って帰って来て、即座に海中の大小のあらゆる魚たちを悉く呼び集めて尋ねて言った、「お前達は天つ神の御子に従順に仕え奉るか？」と。すると、魚どもは皆、「お仕へ奉りまする。」と申し上げる。
と、その中、海鼠だけは答えようとしない。
ここに天宇受売命（あめのうずめのみこと）は海鼠に向かって言った、「この口は、答えぬ口なのね。それじゃあ、こんな口はいらないわ。」と。そして飾り紐の付いた小刀で、その海鼠の口を裂いた。故を以て今に至るまで海鼠の口は裂けているのである。
平安時代の「和名類聚抄」には「老海鼠」・「虎海鼠」として収録されている。
崔禹錫食經云海鼠。和名古本朝式加熬字云伊里古。似蛭而大者也
```
崔禹錫ヶ「食經」ニ云ク、『海鼠。』和名、『古（こ）』。本朝式ニ「熬」ノ字ヲ加ヘテ『伊里古』ト云フ。蛭ニ似テ大ナル者ナリ。
```

また「令義解（りょうぎのげ）」や「延喜式」にも見出されるなど、古くから比較的に親しまれたことがうかがえる。
戦国期、山科言継 が遺した 言継卿記には、浪岡城（青森県青森市浪岡：旧南津軽郡浪岡町）主であった浪岡北畠氏が、言継のもとに使者を派遣し、朝廷から位を受ける許可を得ようとさまざまな働きかけをしていたことが触れられている。その根回しの一環である 賄いとしての贈答品の中に、「煎海鼠（いりこ）』が挙げられており、また、逆に『昆布や煎海鼠等を度々送ってきている浪岡北畠氏の使者・彦左衛門に、保童円（ほどうえん：胃腸用丸剤の一種）と五霊膏（ごれいこう：眼病用の軟膏） とを遣した』との記事もみえる。
「海鼠」の語源については、本朝食鑑によれば、「訓奈麻古（奈麻古（なまこ）ト訓ズ」と付記されている。この記事ではまた、前述した古事記への登場を引用し、さらに調理法や薬効についても触れている。
土肉：郭璞ガ江賦（カウノフ）ニ『土肉石華』ト。文選註ニ曰ク『土肉ハ正黒、小児ノ臂（ヒ＝二の腕）ノ如クニシテ長サ五寸、中ニ腹（ハラ＝内臓）有リテ口・目ハ無ク、三十ノ足ガ有リ』、ト。故ニ世人、以テ海ノ鼠ニ似タルヲ別名ト爲ス。
江海ノ處處（ところどころ）ニ之（こ）レ有リ、之江東ニ最モ多シ。尾ノ和田・參ノ柵ノ嶋（さくのしま）・相ノ三浦・武ノ金澤、本木（ほんもく）也。海西ニモ亦（また）多ク采ル（＝多産する）。
就中（なかんづく）、小豆嶋ニ最モ多シ。状（かたち＝形態）ハ鼠ニ似テ頭モ尾モ手足モ無ク、但（ただ）前後ニ兩口（りょうのくち＝口および肛門）ガ有ルノミ。長サ五、六寸ニシテ圓（まる）ク肥ユ。其ノ色ハ蒼黒ク、或イハ黄・赤ヲ帶ブ、背ハ圓（まどか）ニテ腹ハ平ラカ、背ニ瘖㿔（＝いぼ）多クシテ軟カナリ。兩脇ニ在ル者ハ足ノ若（わか）キニシテ、蠢跂來徃（しゆんきらいわう）ス（「蠢跂來往（たえずうごめか）ス」と読み下す説もあり）。腹ノ皮、青碧、小瘖㿔（しやういぼ）ノ如クニシテ軟カナリ。肉味、略（ほぼ）、鰒魚（ふくぎよ＝アワビ）ニ類シテ甘カラズ。極メテ冷潔ニシテ淡美ナリ。
腹内ニ三條ノ膓有リ。色白クシテ味ヒ佳ナラズ。此物、殽（＝酒肴）品中ノ最モ佳ナル者ナリ。
本朝ニテ海鼠ト伝フ有ル者尚）シ、矣『古事記』ニ曰ク、諸魚奉ヘ仕ルト白（まう）スノ中ニ、海鼠、不白。爾（ここ）ニ、天宇受賣命（あめのうずみのみこと）海鼠ニ謂イテ曰ク『此ノ口ヤ、不荅口。』ト伝ヒテ、細小刀ヲ以テ其ノ口ヲ拆（さ）ク。故ニ今ニ於イテ、海鼠ノ口ハ拆ケタリ。
一種、長サ二三寸、腹内ニ沙（すな＝砂）多クシテ、味モマタ短キ（＝劣る）モノ有リ。一種、長サ七八寸有リテ肥大ナル者有リ、腹内ニ三條（＝三本）ノ黄腸（きわた）ガ琥珀ノ如クシテ、之ヲ淹（つ）ケテ醬（しゃう）ト爲シ、味ワヒ香美、言フヘカラス。諸（さまざま）ナ醢（ひしお＝塩辛）ノ中ノ第一ト爲スナリ。事、後（しり）ヘニ詳カナリ。其ノ熬（いり）シテ而乾ク者ハ亦見于後（しり）ヘニ詳カナリ。今庖人（はうじん＝料理人）、生鮮ノ海鼠ヲ用ヒ、灰砂ヲ混ジテ籃（らん＝籠）ニ入レテ之ヲ篩フ。或ハ白鹽（＝塩）ヲ抹シテ擂盆中ニ入レ、杵ヲ以テ旋磨スルトキハ則チ久シクシテ凝堅（ぎゃうけん＝堅く締まる）ス。其ノ味ハヒ、鮮脆ニテ甚ダ美、呼（よび）テ「振鼠（ふりこ）」ト稱ス也。
肉ハ性鹹寒ニシテ毒無シ（稲草・稲糠・灰砂及ビ鹽ヲ畏レ、河豚毒ヲ伏ス）：腎ヲ滋シ、血ヲ凉シウシ、髪ヲ烏（くろ）クシ、骨ヲ固クシ、下焦ノ邪火ヲ消シ、上焦ノ積熱ヲ祛（さ＝去）ル。
多ク食クエバ則チ腸胃冷濕シ洩レ易ク、熱痢ヲ患（うれ）ヘル（患っている）者、宜シク少食スヘシ。或イハ頭上ノ白禿及ヒ凍瘡ヲ療（いや）ス。
```
海鼠の肉は鹹寒（かんかん）。毒はない。〔稲藁・稲の糠（ぬか）・灰砂（はいずな）及び塩を畏（おそ）れる。また、
河豚
（ふぐ）の毒を制する。〕。腎を健やかにし、熱を持った血を穏やかに下げ、髪を黒々とさせ、骨を堅固にし、下焦（げしょう）の客熱を収め、上焦（じょうしょう）の鬱積した熱を速やかに去る。多く食べると、直ちに腸・胃が急速に冷濕（れいしつ）の性に向かうため、排泄に於いては洩らし易くなるので、熱を伴う痢病（りびょう）を患っている者の場合は、くれぐれも適量たる少量を食すよう、心掛ける必要がある。なお、これとは全く別な附方として、頭部に出来た白癬（しらくも）及び、やや進行した凍傷を療治することが出来る。
```

江戸時代中期に編纂された和漢三才圖會 では「海鼠」の項を設け、
石華が「文選」の註に云ふ、『土肉は、正黑にして、長さ五寸、大如小兒之臀、腹有りて、口・目無く、三十の足、有り。可炙食。』と。
…と引用し、さらに
按、海鼠中華之海中之無、見遼東・日本之熬海鼠、而未見生者。故載諸書上所、皆熬海鼠也。剰「文選」之土肉入下「本草綱目」恠類獸。惟「寧波府志」言所、詳也。寧波甚不遠去日本、近年以來、多日本渡海舶以寧波爲湊。海鼠亦、少移至哉。於今唐舩來時長崎、必買多熬海鼠而去也。
と記して、長崎に寄港した唐船向けとして重要な交易品であったことを紹介している。また、加工品としての「いりこ」や「このわた」についても、別項を設けて詳述している。
熬海鼠（或イハ「熬」ハ「煎」ニ作ル（＝…と表記する）俱ニ「伊利古」ト訓ズ）。
釋名＝海參。李東垣（氏が著した）『食物』ニ曰ク、『功、補益ヲ擅（ほしいまま）ニス』ト。故ニ之ヲ名ヅクル乎（か）。世人、間（まま）、之ヲ稱スル者有リ。『本朝式』ニ「熬海鼠」ト稱ス。
之ヲ造ルニ法、有リ。鮮生ノ大海鼠ヲ用イテ、沙（すな＝砂）・腸ヲ去リテ後、数百枚、空鍋ニ入レテ活火（つよび）ヲ以テ之ヲ熬（い）ルトキハ、則チ鹹汁（しほじる）自ラ出デテ黒ク焦ゲ燥（かは）キテ硬キヲ取リ出シ、冷（さむる）ヲ候（うかが）ヒテ兩小柱ニ懸ケ列（つら）ヌ。一柱、必ズ十枚ヲ列ヌ。呼ビテ『串海鼠』ト號シ、「久志古（くしこ）」ト訓ズ。大ナル者ハ藤蔓ニ懸ク。
今江東ノ海濱及ビ越後ノ産、斯（か）クノコトシ。或ハ海西・小豆嶋ノ産、最モ大ニシテ味モ亦（また）甘美也。薩州・筑州・豊ノ前後ヨリ而出ル者ハ極メテ小ナリテ之ヲ煮ルトキハ則チ大（おほ）ヒ也。
熬（い）リト作（な）スノ海鼠ハ六七寸ヲ過グル者ヲ以テス。其ノ小キナル者ハ佳ナラズ。大抵、乾曝ルニ串ト作（な）シ、藤ト作（な）シ、之ヲ用ユ。
先ヅ水ニ煮、稍（やや）久シク時ンバ、彌（いよいよ）肥大ニシテ軟ナリ。味モ亦、甘美ナリ。稲草・米糠ノ類ト或ハ合ハセ煮熟スモ亦（また）軟ラカカリ。或ハ土及ビ砂ニ埋ムコト一宿（＝一晩）ニシテ取リ出ダシ、洗浄シテ煮熟スモ亦（また）可也。
古ヘヨリ之ヲ用ヰル者久シ。「本朝式」・「神祇部」ニ『熬海鼠二斤』ト有リ、「主計部」ニ『志摩・若狹・能登・隱岐・筑前・肥ノ前後州、之ヲ貢ス』ト。今、亦、上下、之ヲ賞美ス。
氣味ハ鹹、微甘、平、毒無シ：主治ハ氣血ヲ滋補シ、五臓六腑ヲ益シ、三焦ノ火熱ヲ去ル。鴨肉ト同ジク烹熟（はうじゅく）シテ之ヲ食セハ、勞怯・虚損ノ諸疾ヲ主（す）ベル。猪肉ト同ジク煮食セハ、肺虚・欬嗽ヲ治ス（此、李杲ガ『食物本草』ニ據ル）。腹中ノ悪蟲ヲ殺（さっ）シテ然シテ小児ノ疳疾ヲ治ス。
海鼠腸（古乃和多ト訓ズ）或ハ「俵子（たわらこ）」』ト稱ス。
腸醬ヲ造ル法、先ヅ鮮腸ヲ取リテ潮水ノ至ッテ清キ者ヲ用ヰテ洗浄スルコト數十次、沙及ビ穢汁ヲ滌去シテ白鹽ニ和シテ攪勻シテ之ヲ收ム。
以純黄ノ光有リテ琥珀ノ如キ者ヲ以テ上品ト爲シ、黄中、黒・白相ヒ交ジル者ヲ以テ下品ト爲ス。今、三色相ヒ交ジル者ヲ以テ日影ニ向ケテ箆（へら）・箸ヲ用ヰテ頻ニ之ヲ攪ク（＝撹拌する）時ハ則チ盡ク變ジテ黄ト爲ル。或ハ腸一升ニ雞子ノ黄汁一箇ヲ入レ、箆・箸ヲ用ヰテ之ヲ攪勻スルモ亦、盡ク黄ト爲ル。味モ亦、稍（やや）美ナリ。
一種、腸中ニ色赤黄、糊ノ如キ者有リ、號シテ鼠子（このこ）ト曰（い）フ。珍ト爲サズ。
凡ソ海鼠、古（いにし）ヘハ能登ノ國、海鼠腸一石ヲ貢ス。「主計部」ニ『腸十五斤』ト有リ。今、能登、之ヲセズ。尾州・参州ヲ以テ上ト為シ、上武ノ本木、之ニ次グ。
諸海國、海鼠ヲ采（と）ル處（ところ）多クシテ、而腸醬ヲ貢スル者少ナシ。是（これ）黄腸ハ好ム者全ク希ナルノ故也。近世、參州柵ノ嶋ニ異僧有リ、戒ヲ守リテ甚ダ厳ニシテ、腸醬ヲ調和スルハ最モ妙ナリ。浦人、腸ヲ取リテ洗ヒ浄メテ盤（うつわ）ニ入ル。僧、之ヲ窺ヒ、腸ノ多少ヲ察シテ妄（みだ）リニ白鹽（なまじほ）ヲ擦（す）リテ腸ノ中ニ投ズ。浦人、木箆ヲ用ヰテ攪勻シテ之ヲ收ム。二三日ヲ經テ之ヲ甞ムレバ、其味ハヒ言フ不可（べからず）。今、貢獻ル者、是也。故ニ參州之産ヲ以テ上品ト爲ス。
後ニ僧故（ゆえ）有リテ尾州ニ移リテ、復（ま）タ腸醬ヲ調ヘテ尾州之産ヲ以テ第一ト為ス。世、皆、奇ナリト稱ス。
附方凍腫裂レント欲ス（鮮海鼠ノ煎濃汁ヲ用ヰテ頻頻（ひんぴん）、之ヲ洗フ。或ハ熱湯ヲ用ヰテ腸醬ヲ和シ、攪勻シテ洗ヒ、亦（また）好シ。頭上ノ白禿（しらくも）、生海鼠ノ腹ヲ割キ、腸ヲ去リ、掣（を）シ張リテ厚紙ノ如クニシテ頭上粘スル時ハ則チ癒ユ。濕冷ノ蟲（＝虫）痛及ビ小児ノ疳傷・泄痢（＝下痢）、常食シテ好シ。又、熬海鼠ヲ用ヒテ保童圓ノ中ニ入リテ謂フ、能ク疳ノ蟲ヲ殺ス、ト。
和漢三才圖會において示されている「たわらご」という呼称について、江戸時代後期の風俗習慣についてまとめた嬉遊笑覧では、
俵子（たわらこ）は沙噀（さそん：海鼠の別称）の乾たるなり。正月祝物に用る事目次のことを記ししものにも唯その形米俵に似たるもの故俵子と呼て用るよしいへり。俵の形したらんものはいくらもあるべきにこれを用るは農家より起りし事とみゆ。庖丁家の書に米俵は食物を納るものにてめでたきもの故たわらごと云ふ名を取て祝ひ用ゆるなり
と述べ、伊勢貞丈もまた「海鼠の乾したるなり（中略）其の形少し丸く少し細長く米俵（こめだわら）の形の如くなる故タワラゴと名付けて正月の祝物に用ふる事、庖丁家の古書にあり。米俵は人の食を納る物にて、メデタキ物故タワラコと云ふ名を取りて祝に用ふるなり。」と要約している。いっぽう、蔀関月は、「俵子は虎子の転じたるにて、ただ生海鼠の義なるべし」と簡潔に触れているのみである。
現代においても、九州各地や長崎県下では、雑煮になまこをとり合わせる習慣が残っている。
和漢三才圖會の別項（卷第五十一 魚類 江海無鱗魚）では「海鼠（とらご）」の項を設け、「「五雜組」に云ふ、『海參は、遼東の海濱に之有り。一名、海男子。其の狀、男子の勢（へのこ）のごとし。其の性、温補、人參に敵するに足り、故に海參と曰ふ。』と。」
と述べるとともに、このわたについても簡単な説明を与えている。
紐（ひも）状の生殖腺を海鼠鮞（このこ）という。これを乾したものを俗にくちこと名づけ、能登、丹波、三河、尾張の四地方産のものが知られており、ことに能登鳳至郡穴水湾産のくちこは古い歴史をもっている。毎年12月下旬から翌年１月までの間にナマコを採取してその生殖腺を取り、塩水でよく洗い、之を細い磨き藁（わら）に掛けて乾かすか、又は簀の上に並べて乾す。雅味に富んだ佳肴（かこう）である。
和漢三才圖會では、卷第五十一（魚類 江海無鱗魚）に「海鼠（とらご）」の項を設け、
海鼠腸（このわた）は、腹中に黄なる腸三條有り。之を腌（しほもの＝塩漬け）とし、醬（ひしほ）と爲る者なり。香美、言ふべからず。冬春、珍肴と爲す。色、琥珀のごとくなる者を上品と爲す。黄なる中に、黑・白、相ひ交ぢる者を下品と爲す。正月を過ぐれば、則ち味、變じて、甚だ鹹（しほから）く、食ふに堪へず。其の腸の中、赤黄色くして糊（のり）のごとき者有りて、海鼠子（このこ）と名づく。亦、佳なり。
と、附記がある。
文化8（1811年）年に栗本丹洲が著した「千蟲譜」の「海鼠」の項では
此のもの、靑・黑・黄・赤の數色あり。「こ」と単称する事、「葱」を「き」と単名するに同じ。熬り乾する者を、「いりこ」と呼び、串乾（くしほ）すものを「くしこ」と呼ぶ。「倭名抄」に、『海鼠、和名古、崔禹錫「食鏡」に云ふ、蛭に似、大なる者なり。』と見えたり。然れば、『こ』と称するは古き事にして、今に至るまで海鼠の黄腸を醤として、上好の酒媒に充て、東都へ貢献あり。これを『このわた』と云ふも理（ことはり）ありと思へり。
とあり、加工品としての熬海鼠やこのわたについても言及がなされている。
江戸時代中期（元禄8年ごろ）には、熬海鼠はいわゆる俵物三品の一つとして、ふかひれや干し鮑とともに…
熬海鼠（いりこ）〔或いは「熬」は「煎」に作る。俱に「伊利古（いりこ）」と訓ずる。〕
海参（かいさん）（李東垣（りとうえん）の「食物本草」に謂う、『その功、あざやかにすばらしく補益を恣（ほしいまま）にする。』と。さればこそ、「海の人参」と名づけたのであろうか？ 世人は、まま、この「海参」を以って海鼠を称する者を見かける。古えの「延喜式」にもすでに『熬海鼠』と称して載っている）。
これを造るには特殊な方法がある。
生の新鮮な大海鼠を用いて、沙や腸を取り去った後（のち）、数百枚を空鍋（からなべ）に入れて、強火を以ってこれを煎る。すると、即座に塩辛い汁が海鼠の体から自ずと出でて、黒く焦げる。十分に水分が出て乾き、硬くなったそれを取り出だし、冷めるのを待って、二本の小柱に懸け列ねる。一柱につき、必ず十枚を列ねるのが決まりで、これを称して「串海鼠」と号している（これは「久志古（くしこ）」と訓ずる）。特に大きなものの場合は、藤蔓（ふじづる）に懸ける。
今、東日本の海浜及び越後の産は、このようにして製する。或いは西日本は小豆島の産は、この最も大なるものにして、味もまた良い。また、薩摩・筑紫・豊前・豊後より出ずるものはこれ、極めて小さい。しかし乍ら、これを煮る時には、則ち、大きく膨らむ。但し、この「熬（い）り」として製するところの海鼠は、六、七寸を過ぐる大きなものを以ってするのが上製となるであって、そうした小さなものは結局は佳品にはならない。
大抵、乾して曝（さら）すに串に刺し、或いは藤蔓にて挟み止め、しかしてこれを食材として用いる。
まず、水にて煮（に）、やや久しく煮込むと、則ちいよいよ肥大して軟かくなるのである。味もまた、甘美である。
或いはまた、稲藁や米糠の類と合わせて煮熟（にじゅく）しても、これも軟らかいものになる。
或いは土及び砂に埋ずめること一夜にして、翌日には掘り出して洗浄して煮熟してもまた、よろしい。
古えより永くこれを食材として用いる者のあることは久しい。「延喜式神祇（じんぎ）部」にも『熬海鼠（いりこ）二斤（きん）。』と載り、「延喜式主計部」にも『志摩・若狭・能登・隠岐・筑前・肥前・肥後、これを貢（こう）する。』とある。今また、貴賤に拘わらず、これを賞味している。
鹹（かん）・微甘（びかん）にして平（へい）。毒はない。気血をよく補い、五臓六腑を活性化させ、三焦（さんしょう）の邪火（じゃか）・客熱（きゃくねつ）を去る。鴨の肉と同じく、十分に烹込んでこれを食すれば、あらゆる虚弱虚損に基づく諸疾患を快方へ向かわせる。猪の肉と同じく、煮て食すれば、弱った肺や咳を治癒する〔これは李杲（りこう）の「食物本草」に拠る。〕。また、腹の中の悪しき虫を殺し去り、然して小児の疳の虫をも快癒させる。
海鼠腸（このわた）〔「古乃和多（このわた）」と訓ずる。〕
或いは「俵子（たわらこ）」とも称する。この腸醤（ちょうしょう）を造る方法は以下の通りである。
まず新鮮な海鼠の腸（わた）を取って、潮水（しおみず）の至って清浄なるものを用いて洗浄すること、数十次、砂及び汚れた汁（しる）をきれいに洗い流し去ってから、白塩（なまじお）に和して攪拌しつつ、塩とよく合わせて平らにならした上、これを保存する。
至って黄色い光りを帯びて琥珀の如きものを以って上品とする。黄色の中に黒や白の部分が相い交じっているようなものはこれ、以って下品とする。
しかし、今、この三色の相い交じっているものを以ってこれを日の光に当てつつ、箆（へら）や箸を用いて、存分に攪拌し続けると、則ち、ことごとく黒白の部分の変じて、全く黄色となる。
或いはまた、腸（わた）一升に対して鶏卵の黄身一箇を投入し、やはり箆や箸を用いて、これを均一になるまで攪拌してもまた、ことごとく黄色となる。これは味もまた、他の色の交っていた時に比すれば、やや美味となる。
一種に、腸中に色の強い赤みを帯びた黄色の、糊のようなものがある場合があるが、これは呼んで「鼠子（このこ）」と言う。但し、これは海鼠腸（このわた）の中では珍味とはしない。およそ海鼠に就いては、古えは能登の国が海鼠腸一石を貢（こう）した。「延喜式主計部」にも『腸十五斤』と載る。しかし今は能登の国はこれを貢していない。尾張・三河から産するものを以って上品とし、武蔵国の本牧（ほんもく）のものが、これに次ぐ。諸国に於いて海鼠（なまこ）を漁（と）るところは多いけれども、膓醤（ちょうしょう）を名産として貢納して来た地域は少ない。これは、かの黄色の腸（わた）を好む者が、全くもって稀（まれ）であったことに起因する。
近頃の話、三河国の柵島（さくしま）に一人の異僧がいた。戒を守ること、これはなはだ厳格なれども、海鼠の腸醤を調和し成すことに於いては異様な才能を持っており、その技（わざ）たるや、これ、最も奇々妙々なるものであった。その精製行程は以下の通りである。
浦人が海鼠の腸（わた）を取り出して洗い清めた上、小さな壺に入れて僧の前に差し出す。僧はこれを点検し、その腸の多少を仔細に観察した上、それに見合った自身の決めたところの分量の白塩（なまじお）を、これ、素早く腸（わた）に擦（す）りなしつつ、腸の中へ投入する。
その後、浦人は複数個のそれらを木箆（きべら）を用いて攪拌し、塩分を均等にした上で平らにならし、これを大きな壺に収めおく。かくして二、三日を経て、これを舐めれば、その味わい、これ曰く言い難きほどに美味なのである。
現在、貢献品として上納するものは、まさにこうして製したものである。故に「このわた」は、本来は三河の産を以って上品とするのである。但し、後にこの僧、故あって後に尾張に移り住み、そこでもまた、海鼠の腸醤を拵えたによって、尾張の産のそれを以って、第一等の「このわた」としているのである。巷にあって、この味を知る者は皆、奇々妙々の味わいであるとしきりに称している。
凍傷が進行して腫れた部分が破れかけている症状〔新鮮な海鼠を煎って、そこで出来た濃い煮汁を用いて、それを以って何度も何度も頻繁にその患部を洗浄する。或いは熱湯を用いてそれに腸醤を和し、掻き均して何度もこれを以って、洗うのもまた、良い。〕。頭部に生じた白癬（しらくも）〔生（なま）の海鼠の腹を割（さ）き、腸（わた）を抜き去って、それをそのまま強く患部に押し張って、ちょうど厚紙のようにして患部の頭の上に貼り付けておけば、則ち快癒する。〕。冷たい湿気に基づく虫痛（ちゅうつう）〔また、それ及び小児の疳の虫に由来するところの痛みや訴えと下痢の症状に対しては、これを常食して効果がある。また、熬海鼠（いりこ）を用いて、知られる処方の保童円（ほどうえん）の中に合わせ入れてそれを用いたならば、伝え聴くところでは、よく疳の虫を殺す効果があるとする。
足利義輝が、1561年の年頭に三好義長の許を訪れたおりの酒宴では、雑煮とともに、酒肴として「するめ・かつを・にし・あわび・いりこ」が供されたとの記述がある。
江戸時代には、形状に米俵を思わせるものがあるとして、豊作を祈念する縁起物に数えられ、正月の雑煮の上置きに用いる風習があった。山内料理書（1497年）にも、雑煮の材料と仕立て方の説明として、
「越瓜・もちい（＝餅）・いりこ・まるあはび。四色をたれみそにてに（＝煮）よ」
と説明されている。
小笠原流の食事作法を記した「食物服用之巻」（1504年）では、雑煮の材料は七種または五種とされ、五種の場合は「いりこ・くしあはび・いへのいも（里芋）・餅・かつを、右の五種也」と規定し、各種食材の盛り付けに関しても「もりやうの事 下一わたりはいへのいも こにくしあはび三に 餅四に いりこ五に餅 そのうへに又いりことくしあはびとをよきやうにもり そのうへにかつほをほそくけづりて あなたこなたへをくべき也」と細かく定めている。
「包丁聞書」（1560〜1580年頃）にも、雑煮上置の事として「串鮑 串煎海鼠 大根 青菜 花鰹 右の五種を上置にする也 口伝 下盛に里いも 其上にもちを置也」と、やはり椀の底にサトイモを配し、その上に餅を置き、さらに煎海鼠その他を上置きとして用いたことが記述されている。
笑話集「醒睡笑」（1623年）によれば、当時の庶民が口にした雑煮では、餅以外の食材としては大根や青菜・豆腐などが用いられており、室町時代の上流階級の雑煮では、餅とともに里芋と串鮑などの海産物が加えられたのと好対照をなしていたと分析されている。
江戸初期の「料理物語」（1643年）における雑煮の解説では、「中みそ又はすましにも仕方候 もち とうふ いも 大こん いりこ くしあわび ひらがつほ くきたち など入よし」と述べられており、いっぽうで『日本歳時記』（1687年 - 1688年） では「もちに、こんぶ・打あはび・煎海参・牛蒡・薯蕷・菘（うきな：青菜の一種）・栗・するめ・蘿蔔・いもしなどを加えて煮て羹と食ふ、俗にこれを雑煮といふ」と、さらに食材が多様化し、いっそう豪華な内容に発展している。